# Galerij Prins Willem V
De Galerij Prins Willem V (oorspronkelijk het Stadhouderlijk Kabinet van Schilderijen), gelegen aan het Haagse Buitenhof naast de Gevangenpoort, was in 1774 het eerste openbare museum in Nederland. Het werd gebouwd op initiatief van prins Willem V van Oranje-Nassau, met als doel een aanzienlijk deel van de omvangrijke stadhouderlijke schilderijencollectie voor het publiek toegankelijk te maken. Na tweemaal te zijn gesloten werd het museum in 1977 heropend voor het publiek. Sindsdien zijn er werken te zien van onder andere Peter Paul Rubens, Paulus Potter en Jan Steen. Tegenwoordig functioneert het museum, met een eigen identiteit, als onderdeel van het Mauritshuis.

## Geschiedenis

### Stadhouderlijke schilderijencollectie
Prins Willem V van Oranje-Nassau had van zijn vader een hoeveelheid schilderijen geërfd, maar die verzameling was verre van een complete collectie. Veel van de werken waren door huwelijk of vererving in het buitenland terechtgekomen. De latere stadhouder was een grote kunstliefhebber; hij zal het bezit van een aanzienlijke kunstcollectie tevens hebben gezien als een middel om zijn status onder de Europese vorsten te vergroten. Als jonge prins begon de stadhouder de collectie te verrijken met nieuwe aanvullingen. Hij deed op zijn vijftiende zijn eerste aankoop: een schilderij genaamd 'Aanbidding van de koningen', dat tegenwoordig aan Salomon Koninck wordt toegeschreven. Dit schilderij bevindt zich tegenwoordig in de collectie van museum het Mauritshuis in Den Haag. Een veel beroemder stuk in zijn collectie was De stier van Paulus Potter, dat zich tegenwoordig eveneens in het Mauritshuis bevindt. In 1768 kocht de prins de gehele verzameling van Govert van Slingelandt (1694-1767) op: veertig schilderijen waaronder drie werken van Rembrandt.

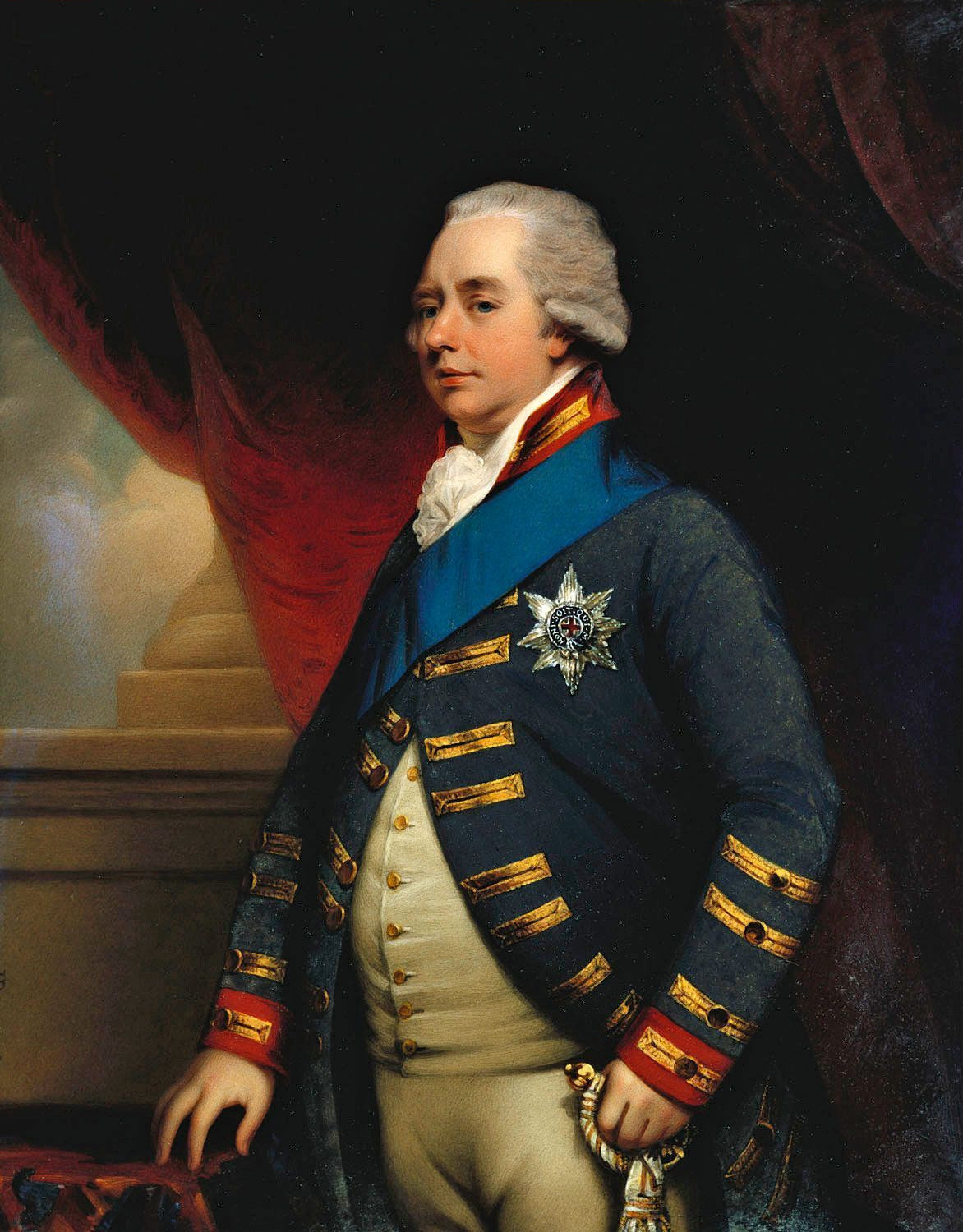
Willem V van Oranje-Nassau, stichter van het later naar hem vernoemde museum

### Stadhouderlijk Kabinet van Schilderijen
Voornaamste adviseur bij de plannen van Willem V om een schilderijengalerij te stichten was hofschilder Tethart Haag, die hij ook het beheer van zijn schilderijencollectie had toevertrouwd. Hij zou later worden benoemd als eerste directeur en conservator van het Stadhouderlijk Kabinet van Schilderijen. In 1763 had Tethart Haag in opdracht van de stadhouder een inventaris opgesteld van diens schilderijenverzameling op het stadhouderlijk hof in Den Haag. In 1771 kocht Willem V twee huizen aan het Buitenhof 34 en 35 van de erfgenamen van Jan de la Tour, met het oog op de toekomstige bouw van zijn kunstgalerij. Dit eerste publiek toegankelijke museum van Nederland zou onderdak gaan bieden aan de belangrijkste stukken uit zijn collectie van 202 schilderijen. Tot dan toe was de stadhouderlijke kunstcollectie verspreid geweest over verschillende locaties als Paleis Het Loo, Huis Honselaarsdijk, het Stadhouderlijk Hof te Leeuwarden en Slot Oranienstein in Duitsland. Architect Philip Willem Schonck kreeg in het jaar 1773 van Willem V de opdracht om te beginnen met de bouwplannen voor zijn kunstgalerij. Met de bouw daarvan werd nog datzelfde jaar begonnen. Tegelijkertijd begon de prins zijn kunstverzameling samen te brengen in Den Haag. In afwachting van de voltooiing van de bouwwerkzaamheden bracht de stadhouder zijn collectie onder in een daarvoor gereserveerd gedeelte van het stadhouderlijk verblijf Paleis Noordeinde.

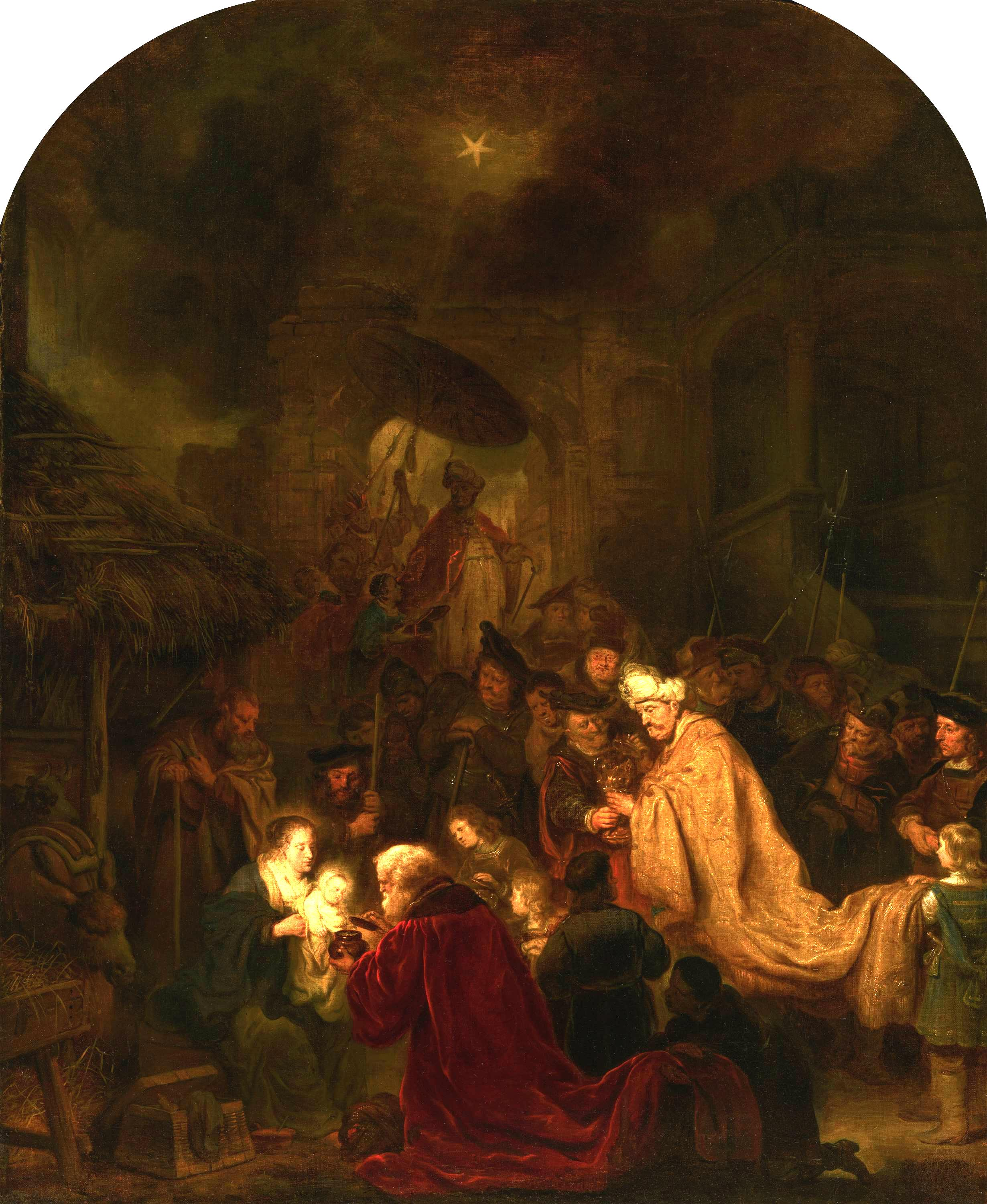
Aanbidding van de koningen, door Salomon Koninck (ca. 1650). De eerste kunstaankoop van Prins Willem V

### Opening in 1774
In 1774 kon stadhouder Willem V van Oranje-Nassau zijn schilderijengalerij in gebruik nemen. De indeling was geïnspireerd op die van Engelse en Italiaanse paleizen. De langgerekte galerijzaal was 25 meter lang, zes meter breed en ruim vijf meter hoog en had voldoende ramen voor een goede lichtinval. De galerijzaal was vormgegeven in Lodewijk XVI-stijl en had een origineel stucplafond van Johannes van Gorcum, hetwelk de volgende eeuwen gaaf zou doorstaan. De gehele muur werd behangen met schilderijen; van plafond tot 1,20 meter boven de vloer. Naar de smaak van die tijd werden zij, zonder enige indeling naar kunstenaar of onderwerp, groot en klein door elkaar heen, naast en boven elkaar opgehangen. Voor het eerst in de Nederlandse geschiedenis kon het gewone publiek in eigen land kennisnemen van schilderkunst van eigen bodem en uit andere Europese landen. Naast vele burgers die zich kwamen vergapen aan kunstwerken die tot dan toe exclusief voor de ogen van de stadhouder en zijn gasten waren bestemd, maakten veel kunstschilders gebruik van de kans om hun eigen kennis van de schilderkunst uit te breiden, en vervaardigden er studietekeningen van de werken. Een lidmaatschap om toegang te krijgen was niet nodig en het museum genoot snel een zekere mate van populariteit.

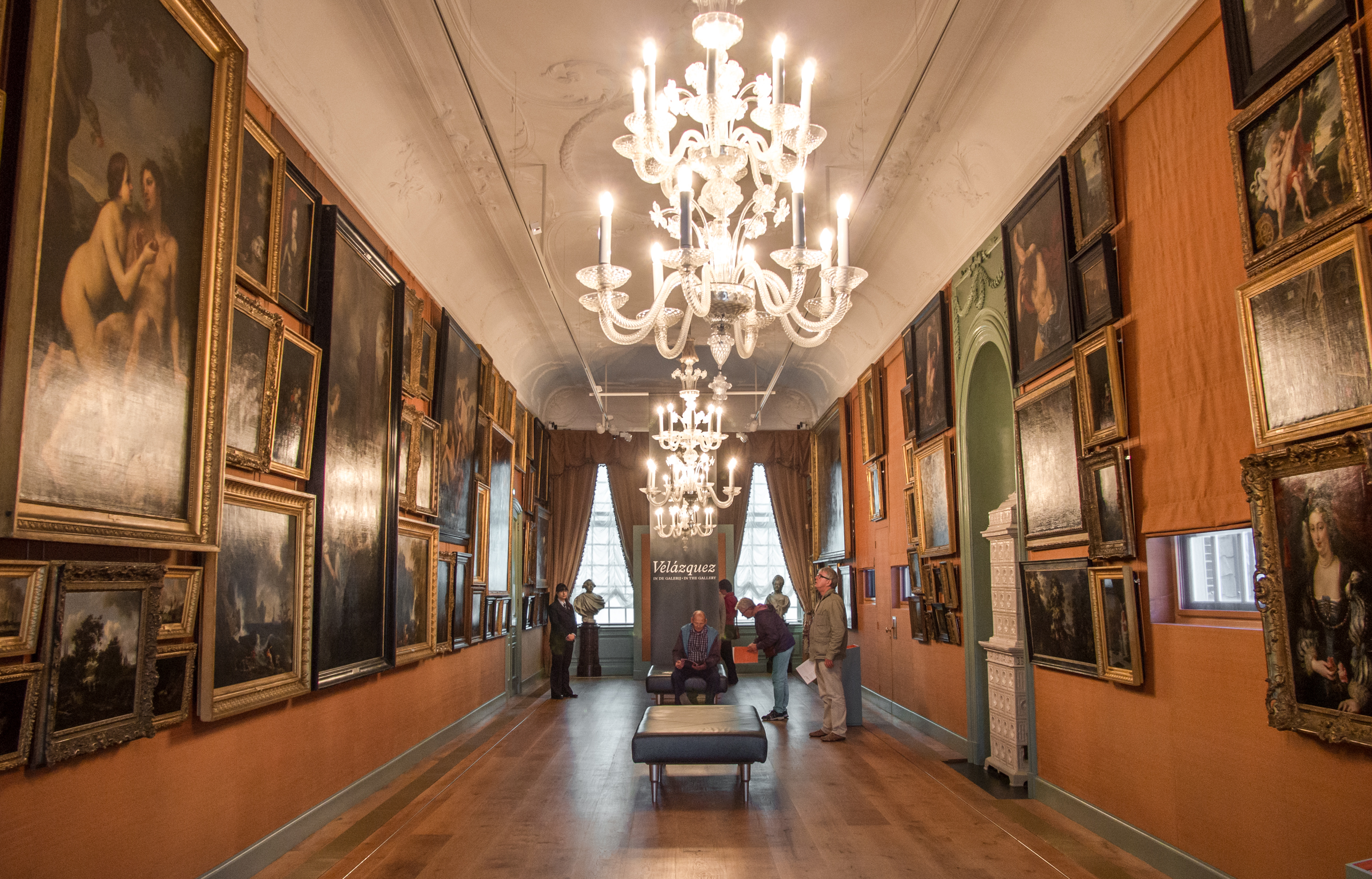
Galerijzaal

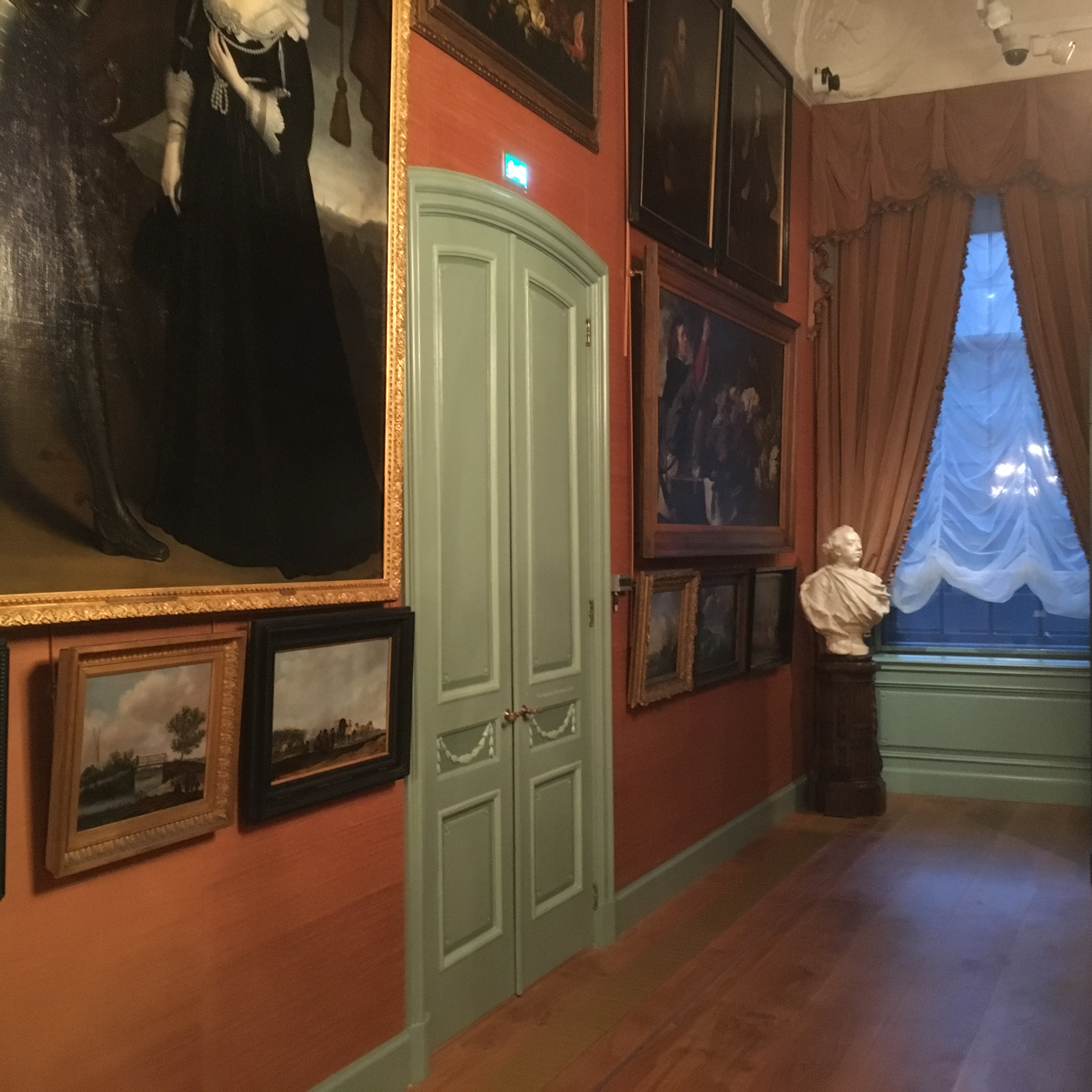
Galerijzaal met buste van prins Willem V

### Oorlogsbuit
Eenentwintig jaar na de opening werden, ten tijde van de Bataafse Republiek, veel schilderijen door de Franse bezettingsmacht als oorlogsbuit afgevoerd naar Parijs, alwaar zij werden tentoongesteld in het net geopende Louvre in Parijs. In 1800 werd een 'Nationale Konst-galerij' in paleis Huis ten Bosch geopend voor publiek. Als voorbeeld diende het Louvre in Parijs. De Amsterdammer Jan Gerard Waldorp werd door Alexander Gogel aangesteld als 'opzichter'. In de praktijk fungeerde hij als directeur en conservator. Een aantal schilderijen uit de collectie van de Amsterdamse verzamelaar Jan Gildemeester konden toen worden aangekocht op een veiling. Bij de Vrede van Amiens van 1802 werd bevestigd dat de schilderijencollectie van de stadhouder aan de Franse staat was vervallen. Deze vrede hield echter slechts kort stand, door het uitbreken van de Derde Coalitieoorlog in 1805, waarna de voorwaarden in het verdrag als ontbonden werden beschouwd. Toen in datzelfde jaar Rutger Jan Schimmelpenninck als staatshoofd van het Bataafs Gemenebest het paleis Huis ten Bosch betrok, werd de schilderijengalerij aan het Buitenhof weer in gebruik genomen. Het gebouw was gedurende die tijd in gebruik geweest als schermschool.

### Terugvordering collectie
Na de Slag bij Waterloo in 1815 ging de Nederlandse regering over tot terugvordering van de schilderijencollectie. Aangezien de Fransen niet meewerkten, omsingelden Britse, Pruisische en Nederlandse militairen drie dagen lang het Louvre om, met behulp van een inventarislijst, 120 van de 202 ontvreemde schilderijen, alsmede 10.000 prenten en tekeningen, te identificeren en af te voeren. De overige schilderijen bleven als roofkunst achter in Frankrijk.
De galerij aan het Buitenhof herkreeg zijn oorspronkelijke functie als tentoonstellingsruimte voor schilderijen. In 1816 schonk koning Willem I een groot aantal van de werken aan de Nederlandse staat. In die tijd hadden studenten vijf dagen per week toegang, liefhebbers konden bij de conciërge een gratis toegangsbewijs krijgen.

### Koninklijk Kabinet van Schilderijen
Toen de collectie schilderijen terugkeerde in Den Haag was de oude directeur/conservator Tethart Haag inmiddels overleden. Koning Willem I benoemde in 1816 als directeur van de tot 'koninklijk' omgedoopte kunstverzameling de jurist Johan Steengracht van Oostcapelle, een bekende verzamelaar van Hollandse Meesters uit de Gouden Eeuw. In de inleiding van een beschrijving uit 1875 van de collectie van het Mauritshuis schreef Victor de Stuers dat in 1817 de verzameling schilderijen 'slechts' 133 werken telde. Hierbij was ook De stier van Paulus Potter, toentertijd het pronkstuk van de galerij. In 1822 verhuisde een groot aantal schilderijen van het 'Koninklijk Kabinet van Schilderijen' naar het destijds net gerestaureerde Mauritshuis, waarna de galerij aan het Buitenhof werd gesloten. Na de sluiting werd de oude galerij onder andere gebruikt als archiefruimte.
Het gebouw van het nieuwe museum werd in die tijd het Koninklijk Museum genoemd, terwijl de kunstverzameling uit de Galerij Prins Willem V, ook na de verhuizing werd aangeduid als het Koninklijk Kabinet van Schilderijen. Dit ter onderscheid van het eveneens in het Mauritshuis ondergebrachte Koninklijk Kabinet van Zeldzaamheden. De schilderijencollectie van Galerij Prins Willem V diende voor een belangrijk deel als basiscollectie voor dit nieuwe museum. Johan Steengracht van Oostcapelle werd de eerste directeur van het museum. Steengracht beschreef in 1827 in een tweetal catalogi de belangrijke werken, waaronder drie werken van Frans van Mieris de Oudere, drie van Jan Steen en vier van Peter Paul Rubens. Over Johannes Vermeer wist hij niet veel te vertellen, maar zijn Gezicht op Delft maakte ook in die tijd indruk.

### Heropening
Voordat de galerij in 1977 kon worden heropend moest het gebouw worden gerestaureerd. Een uit verschillende musea bijeengebrachte verzameling schilderijen is daarna, naar de mode en de smaak van de achttiende eeuw, opgehangen in de zogenaamde Sint Petersburgse opstelling. Bijna iedere vierkante meter muuroppervlak werd benut, net als in de oorspronkelijke situatie. Ongeveer de helft van de schilderijen hangt te hoog om goed te kunnen worden bekeken, maar het is wel illustratief voor veel collecties in de 18e eeuw. In 1993-1994 volgde een tweede restauratie van de galerij, die nodig bleek nadat aan het licht kwam dat de eerste restauratie onvoldoende was geweest. Zo moest er asbest worden verwijderd dat in het verleden achter de wandbespanning was aangebracht.
In 2009 begon een derde restauratie waarbij onder andere het oude plafond volledig werd hersteld. Het lichtgetoogde stucplafond, met versieringen en voorstellingen in Lodewijk XVI-stijl, was in de jaren 1773-1774 aangebracht door stukadoor Johannes van Gorkum. De galerij werd op 2 september 2010 heropend door koning Willem-Alexander. Het museum deelt sindsdien een gezamenlijke ingangspartij met Museum de Gevangenpoort. Hoewel Galerij Prins Willem V organisatorisch deel uitmaakt van museum het Mauritshuis, stelt deze dat er sprake is van een “volwaardig museum” dat “een opzichzelf staande identiteit heeft, die losstaat van die van het Mauritshuis”.
Het museumgebouw is eigendom van de Staat der Nederlanden en wordt beheerd door het Rijksvastgoedbedrijf.

## Collectie
De tentoongestelde schilderijen behoren grotendeels tot de collectie van het Koninklijk Kabinet van Schilderijen Mauritshuis. Daarnaast zijn er een aantal werken te zien die in langdurige bruikleen zijn van het Rijksmuseum Amsterdam.
Er hangen circa 150 werken, van onder meer Jan Steen, Paulus Potter, Philip Wouwerman, Gerard de Lairesse, Willem van Mieris, Abraham Bloemaert, Peter Paul Rubens, Willem van de Velde de Oude, Gerard ter Borch, Jan van Huysum en David Teniers de Jongere. Ook hangt er een werk dat wordt toegeschreven aan Rembrandt van Rijn: Studie van een oude man.
In de Galerijzaal staat een vergulde tafel uit circa 1709, die is ontworpen door Daniël Marot. De tafel is afkomstig uit Slot Oranienstein. De Marot tafel is uitbundig versierd met figuren als dragers van het tafelblad, bloemenslingers en krullen. Op het blad staat het monogram van Henriëtte Amalia van Anhalt-Dessau. Daarnaast staat er in de Galerijzaal nog een tegelkachel, uit circa 1838, van 2,26 meter hoog.

#### Voorbeelden uit de collectie

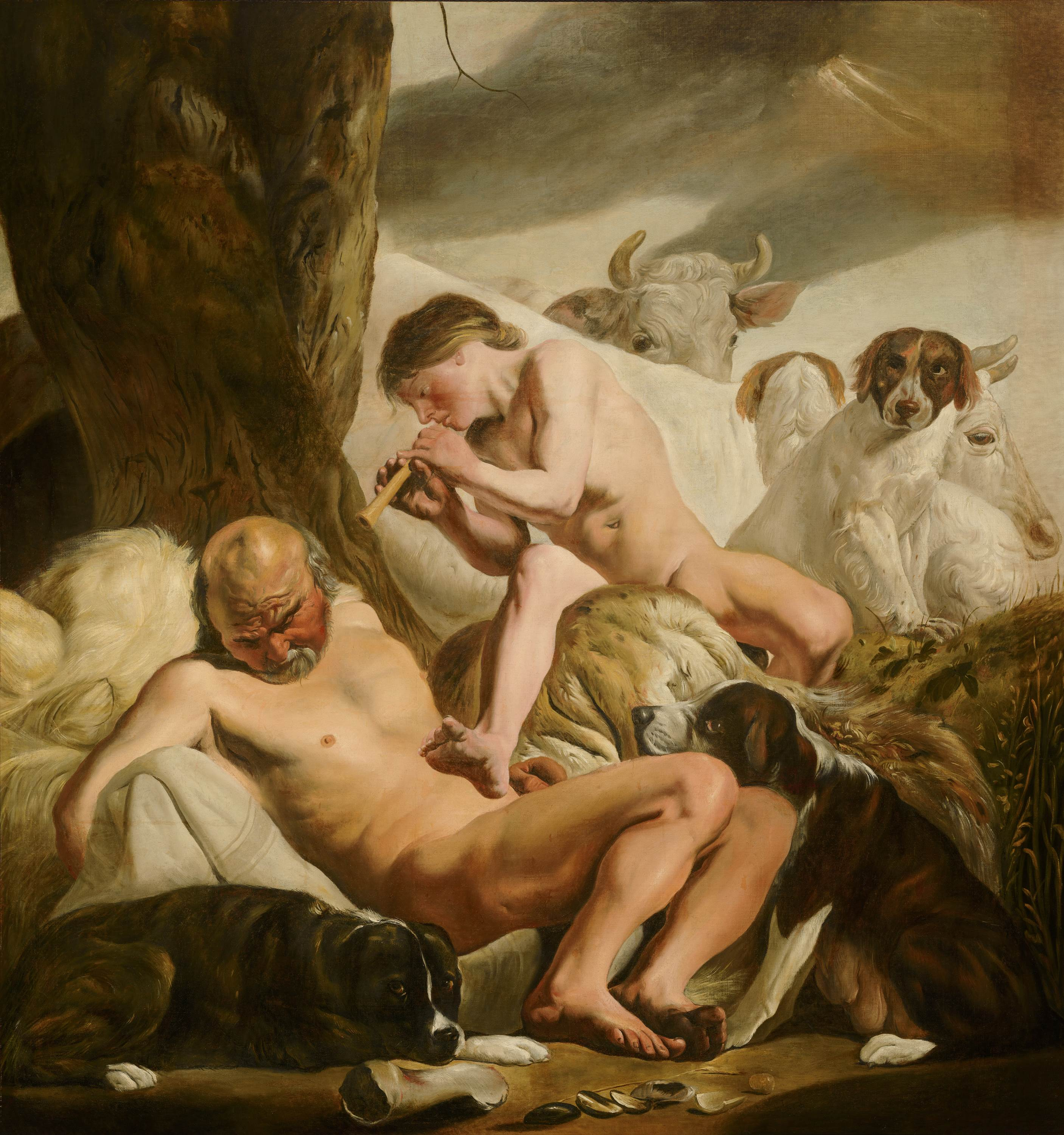
Jacob van Campen, Argus, Mercurius en Io, 1630-1640 (vermoedelijk)
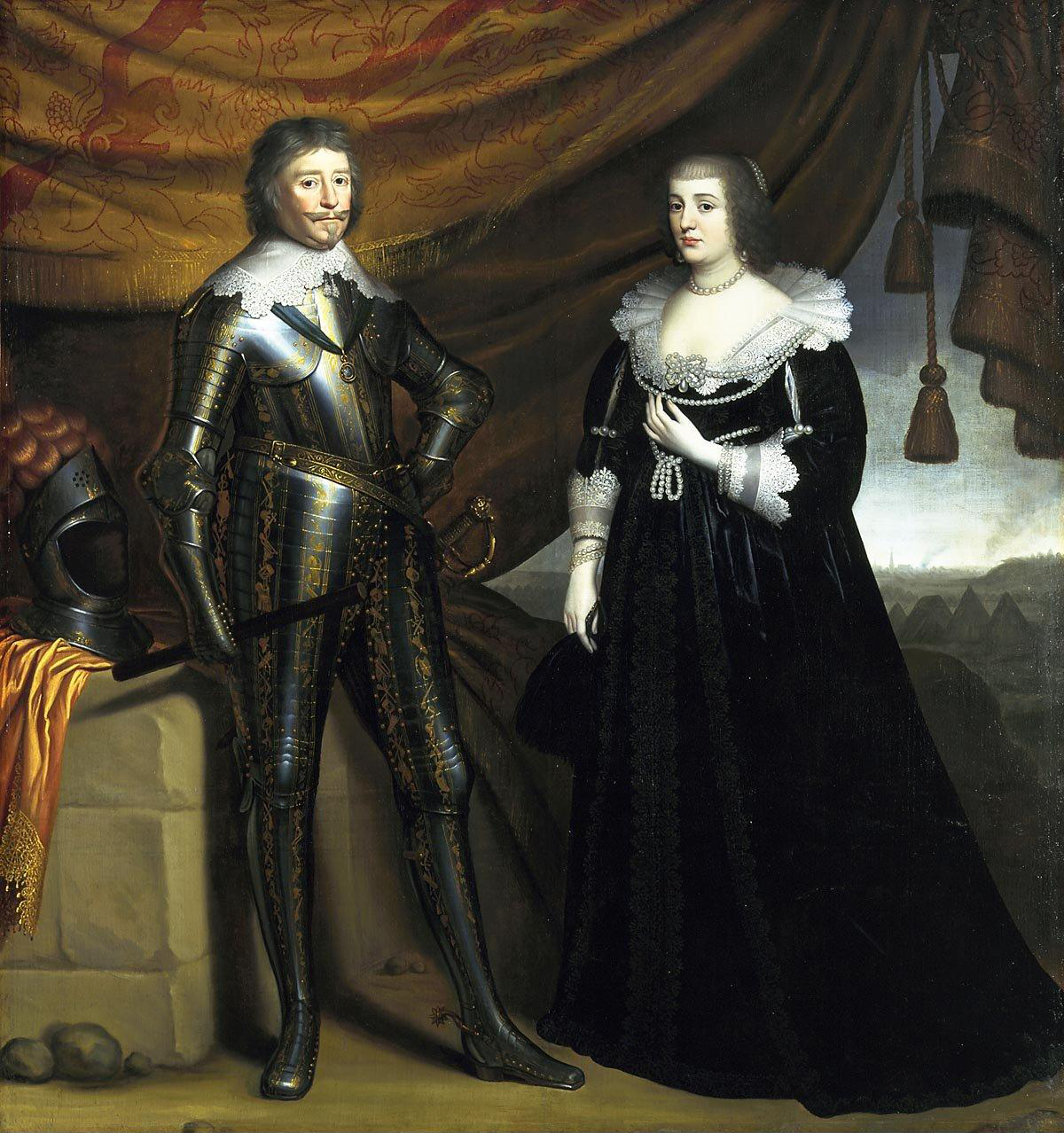
Gerrit van Honthorst, Dubbelportret van Frederik Hendrik en Amalia van Solms-Braunfels, 1637-1638
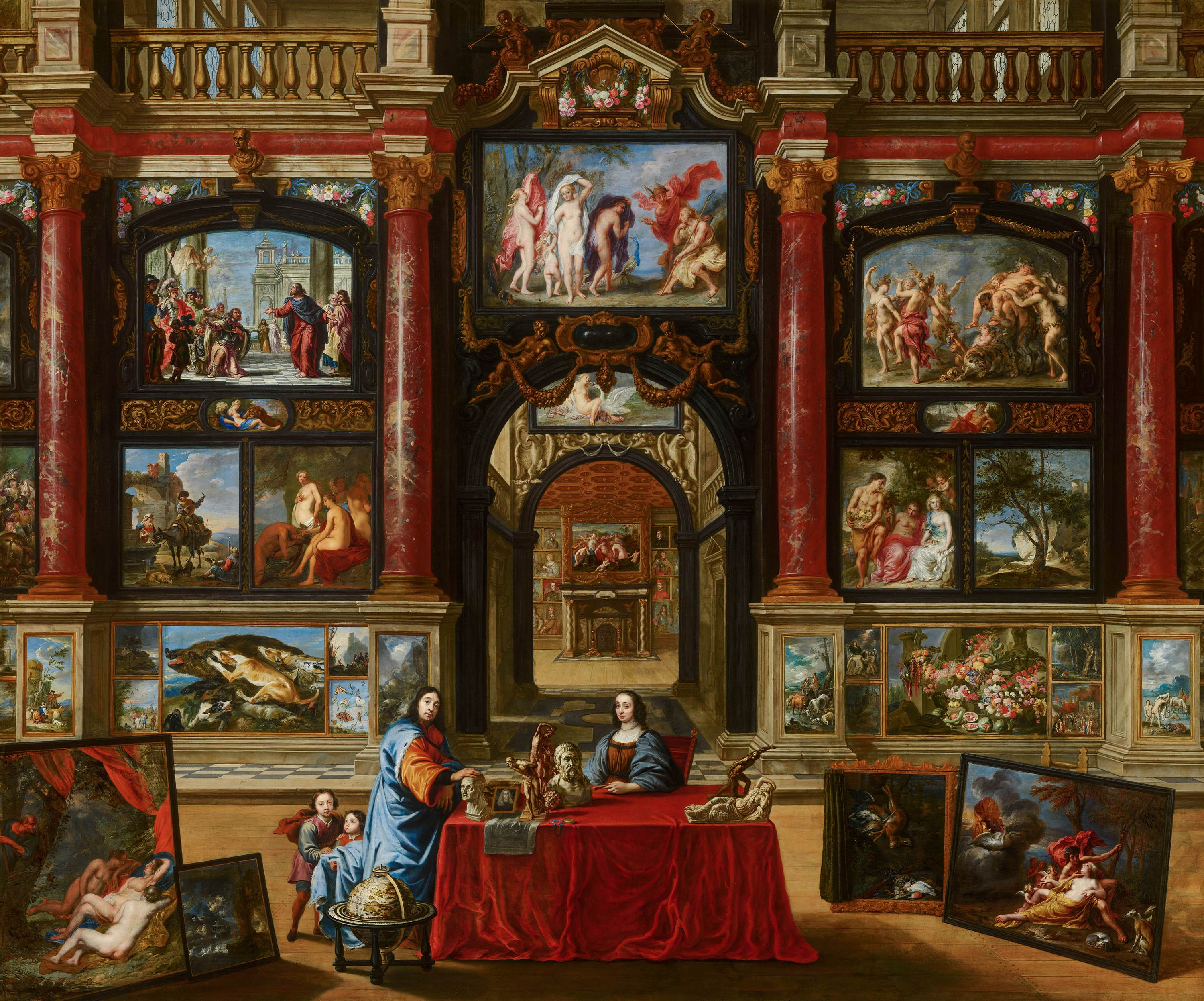
Gonzales Coques (met vele andere kunstenaars), Interieur met figuren te midden van een schilderijen-verzameling, 1667-1672 en 1706
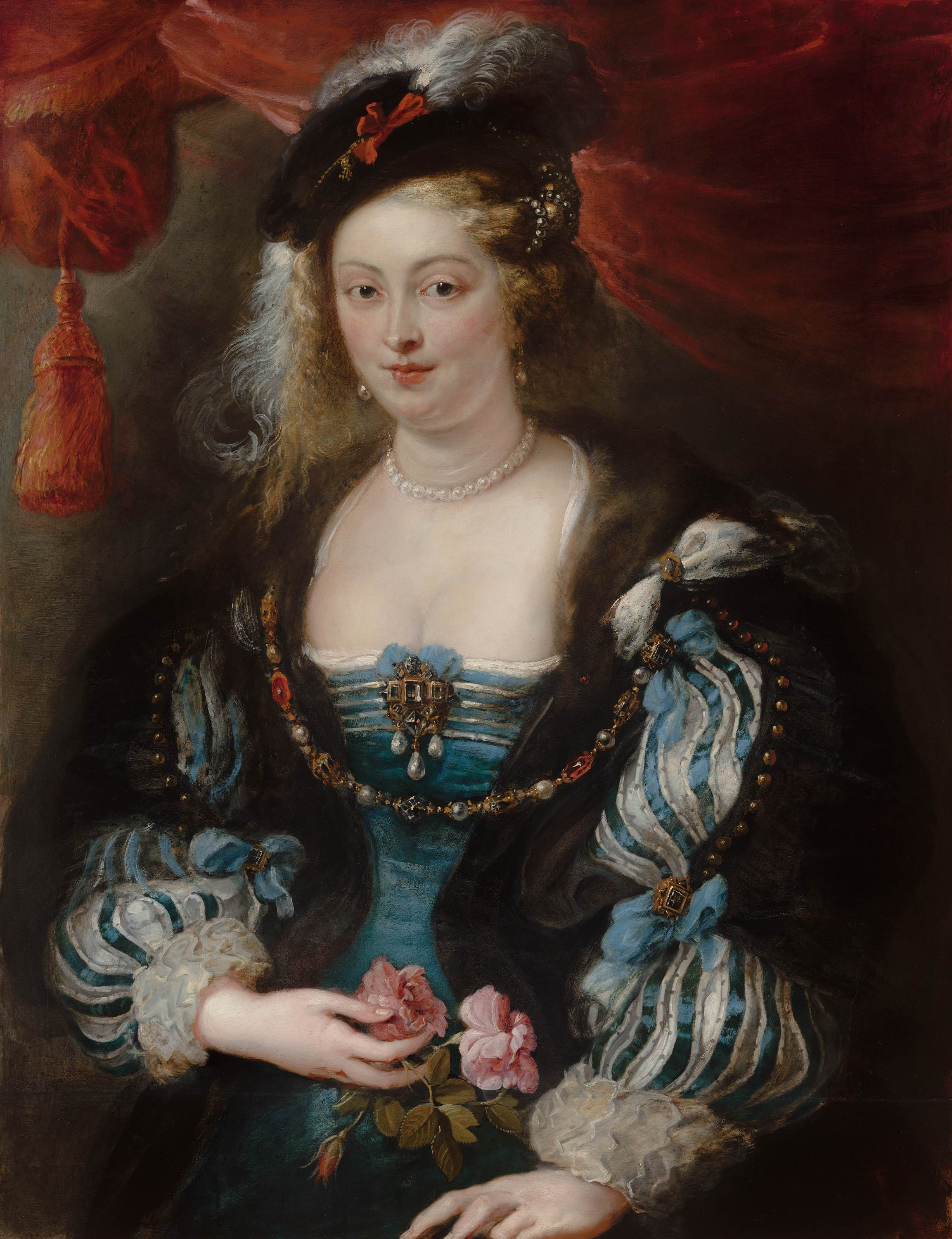
Peter Paul Rubens (en atelier), Portret van een jonge vrouw, 1620-1630
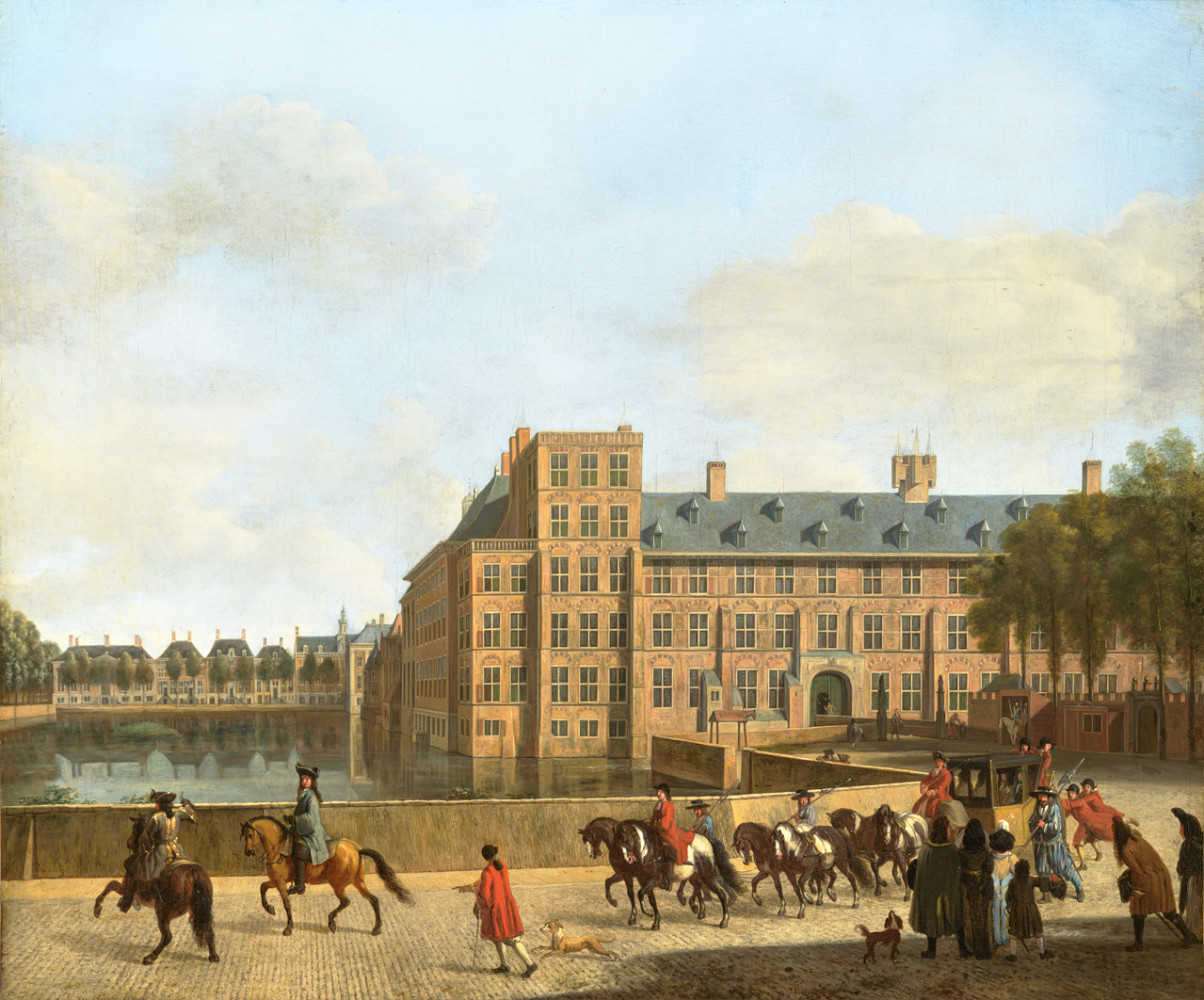
Gerrit Berckheyde, Een jachtstoet bij de Hofvijver in Den Haag, gezien vanaf het Buitenhof, 1685-1690
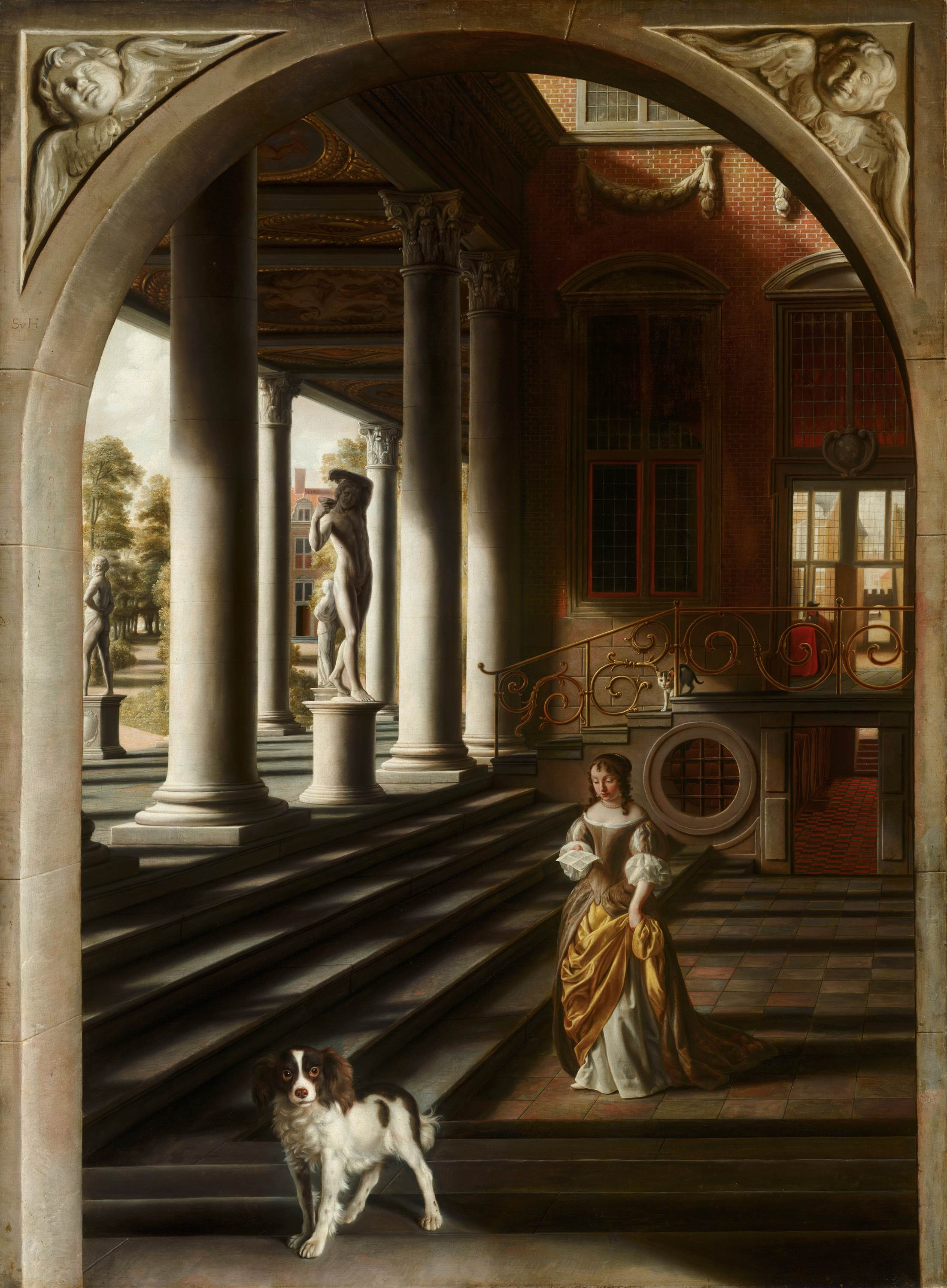
Samuel van Hoogstraten, Perspectief met een brieflezende vrouw, 1662-1667
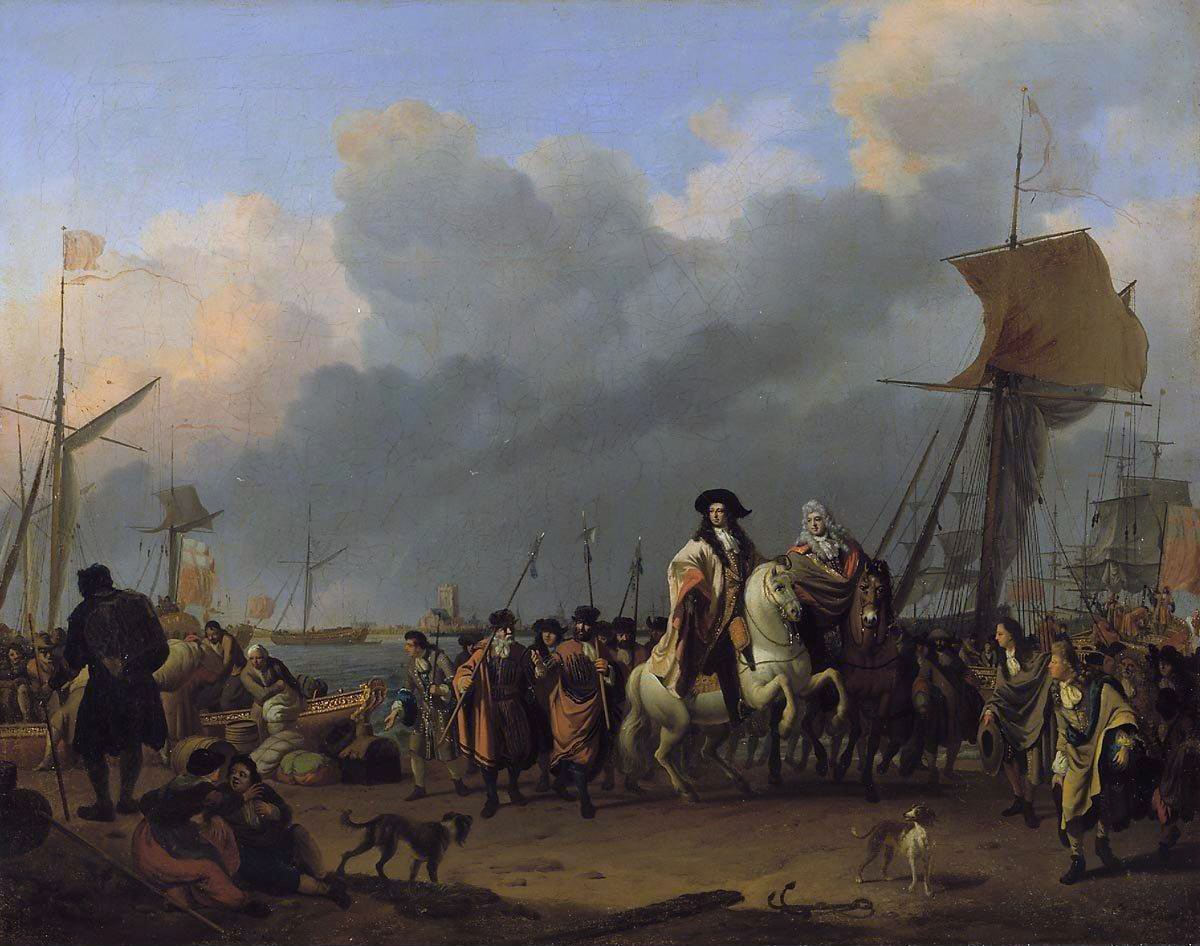
Ludolf Bakhuizen, De aankomst van koning-stadhouder Willem III in de Oranjepolder, 31 januari 1691, 1692
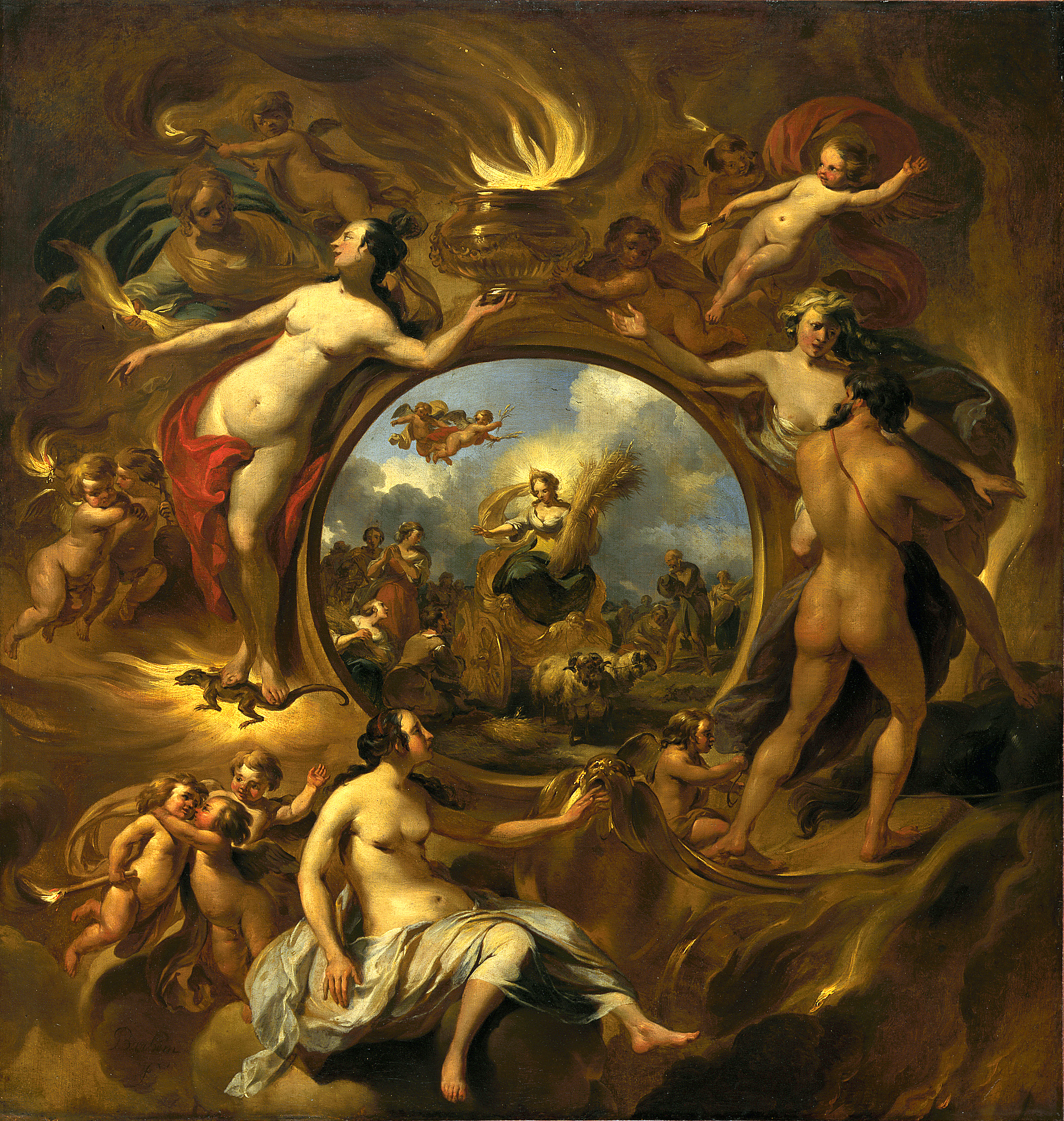
Nicolaes Berchem, Allegorie op de zomer, 1635-1683
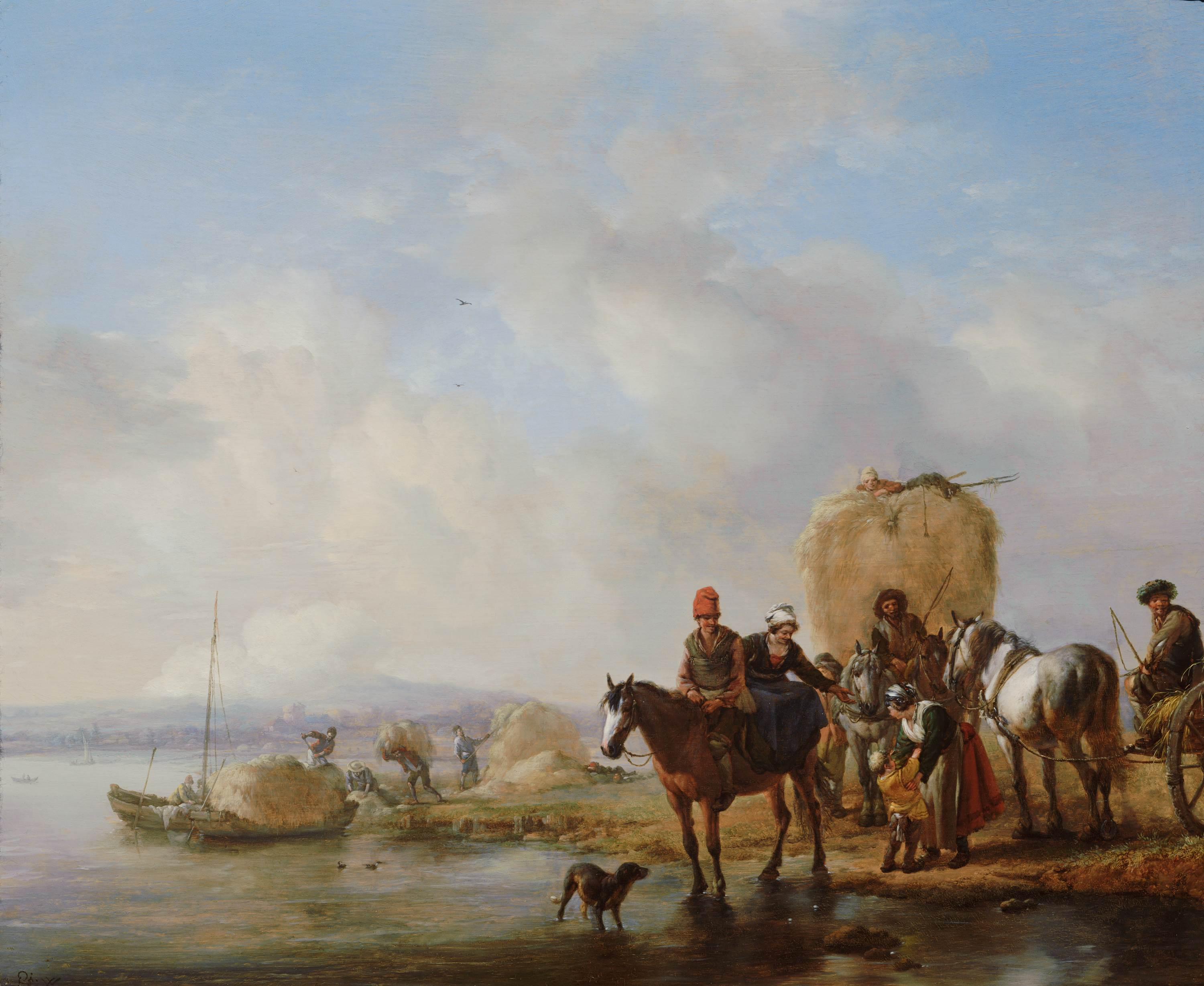
Philips Wouwerman, De hooiwagen, na 1650
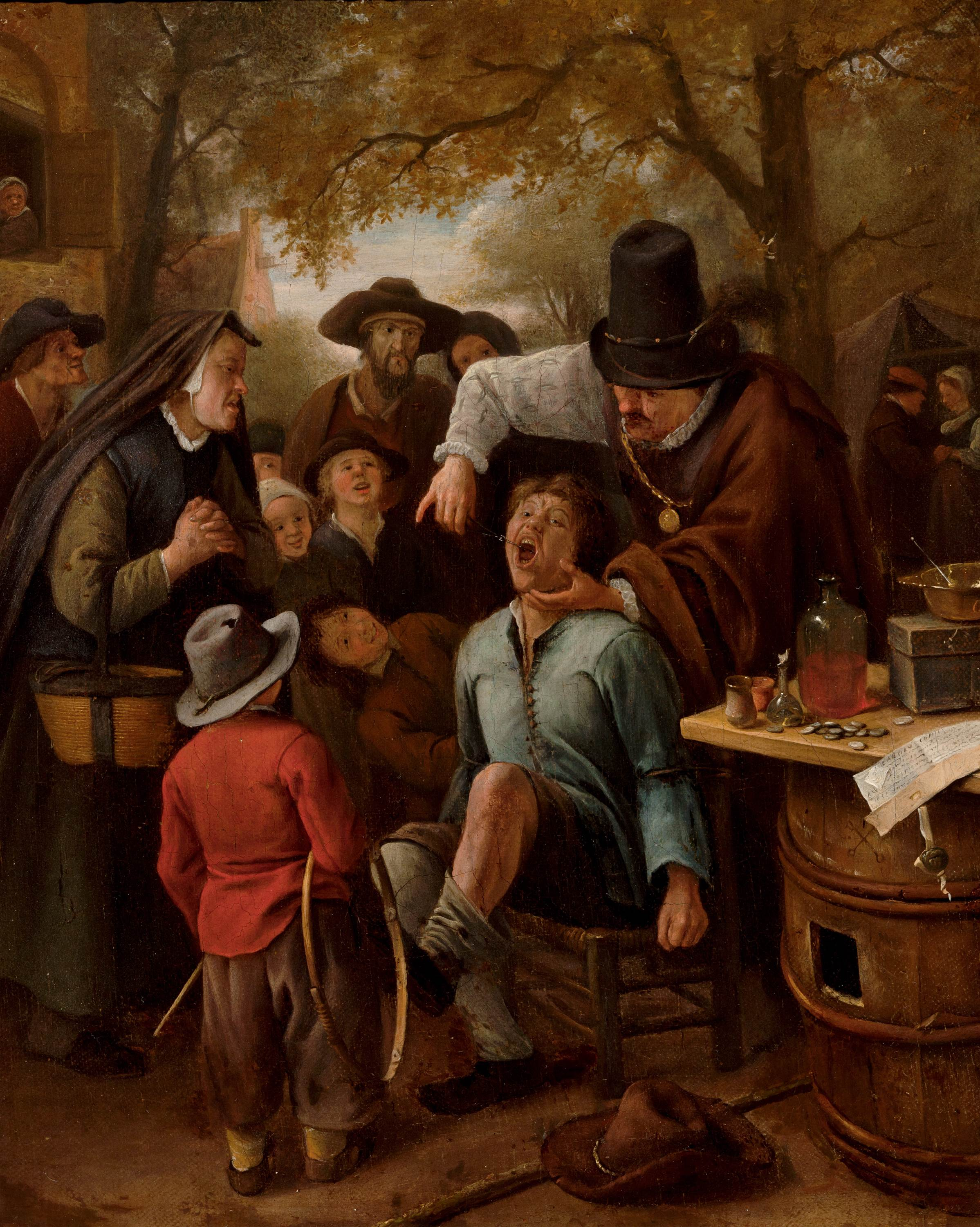
Jan Steen, De kiezentrekker, 1651
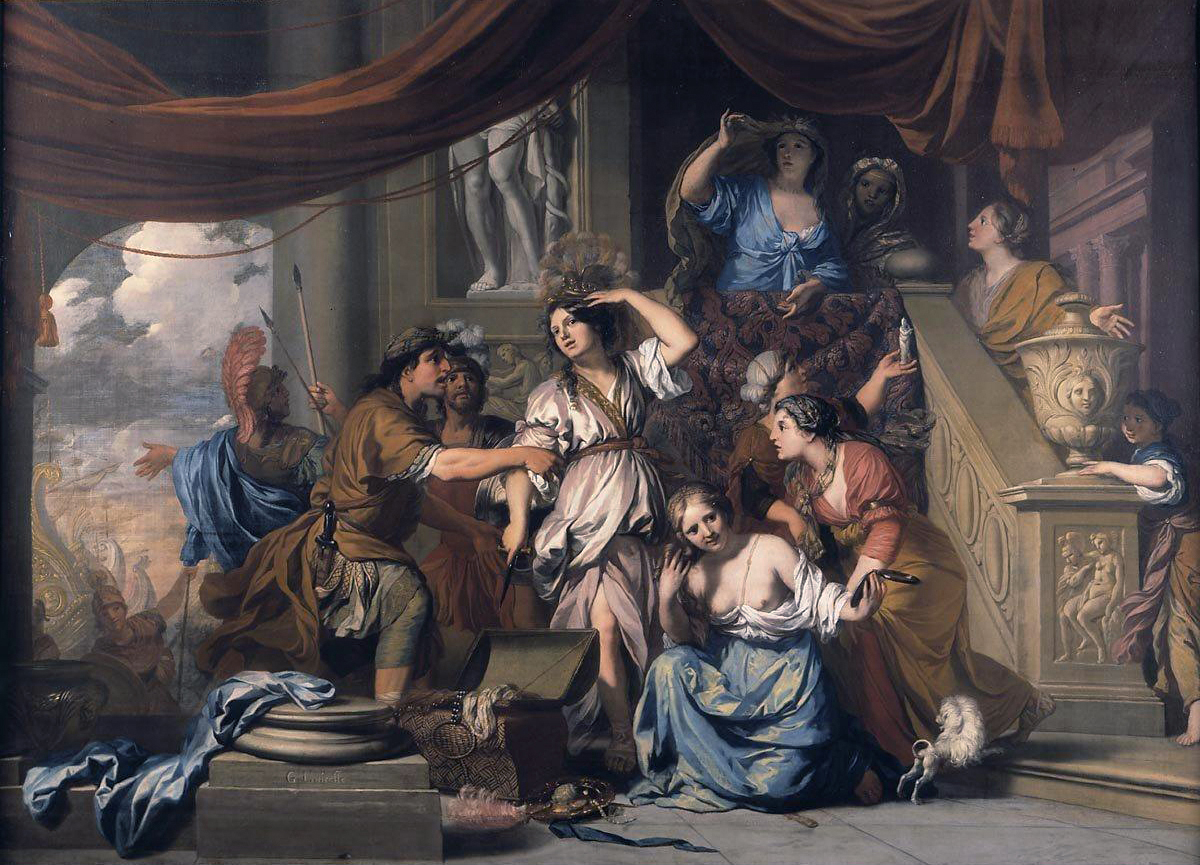
Gerard de Lairesse, Achilles wordt ontdekt tussen de dochters van Lycomedes, 1685
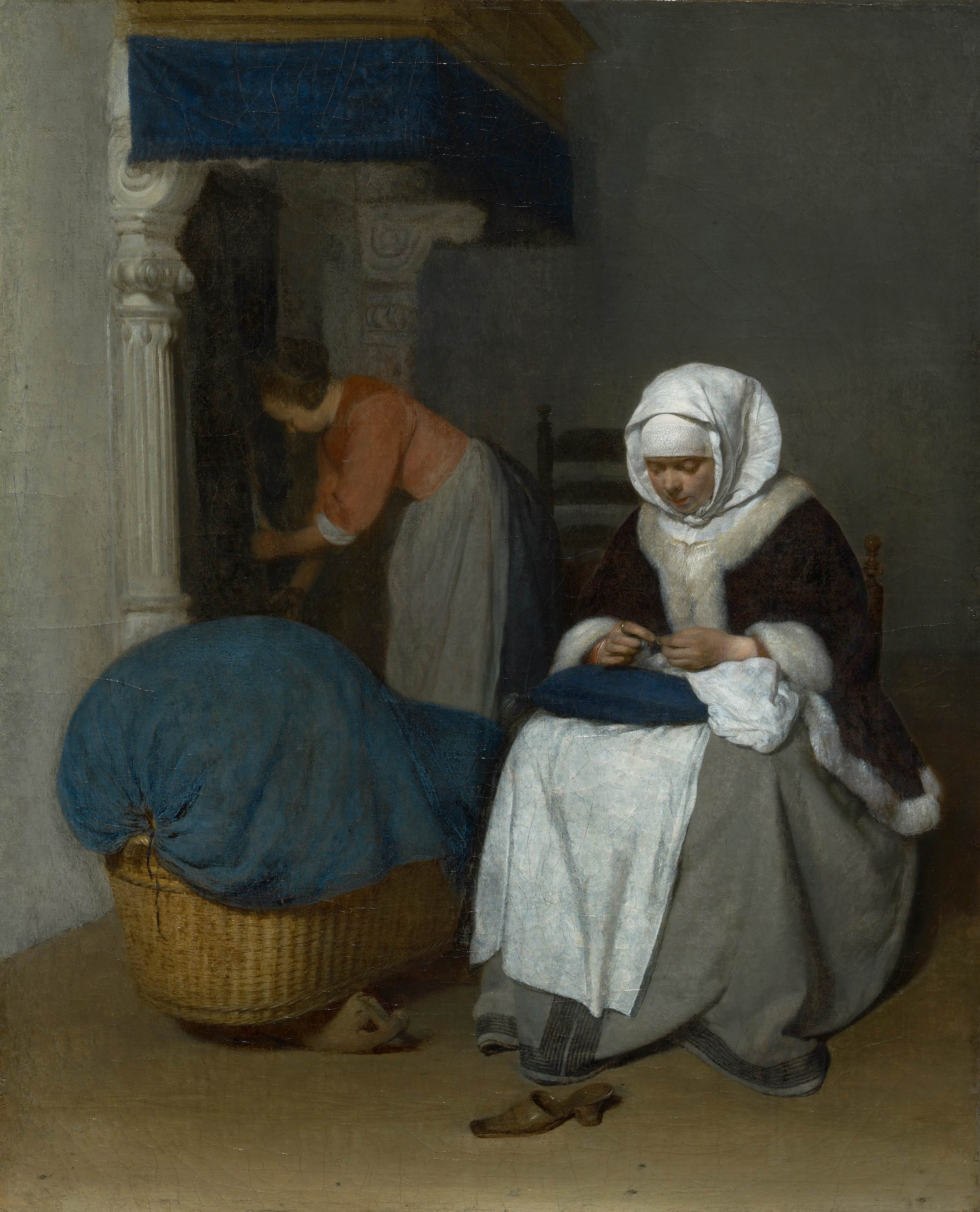
Gerard ter Borch (II), Handwerkende vrouw bij een wieg, 1655-1656
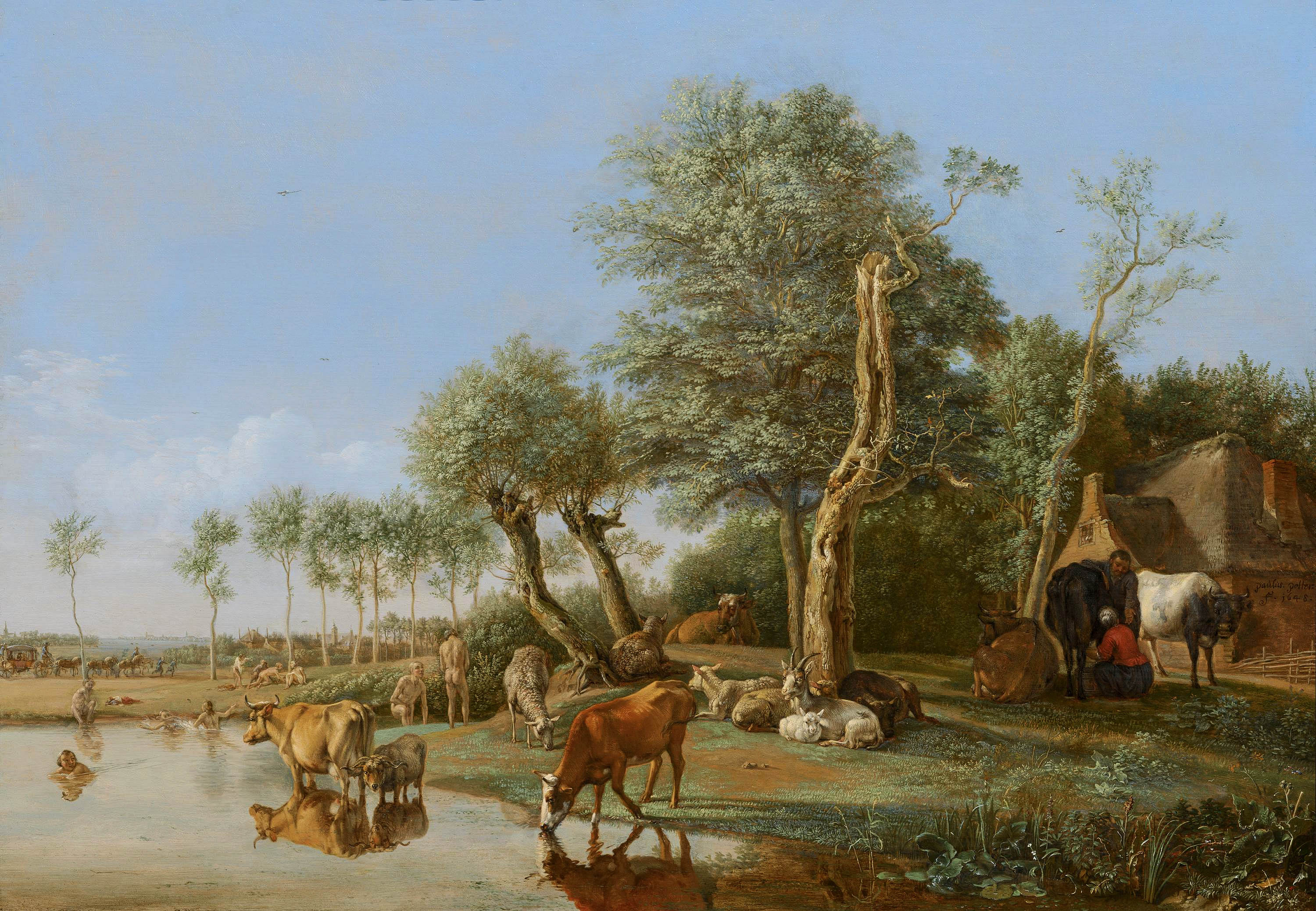
Paulus Potter, Het spiegelende koetje, 1648
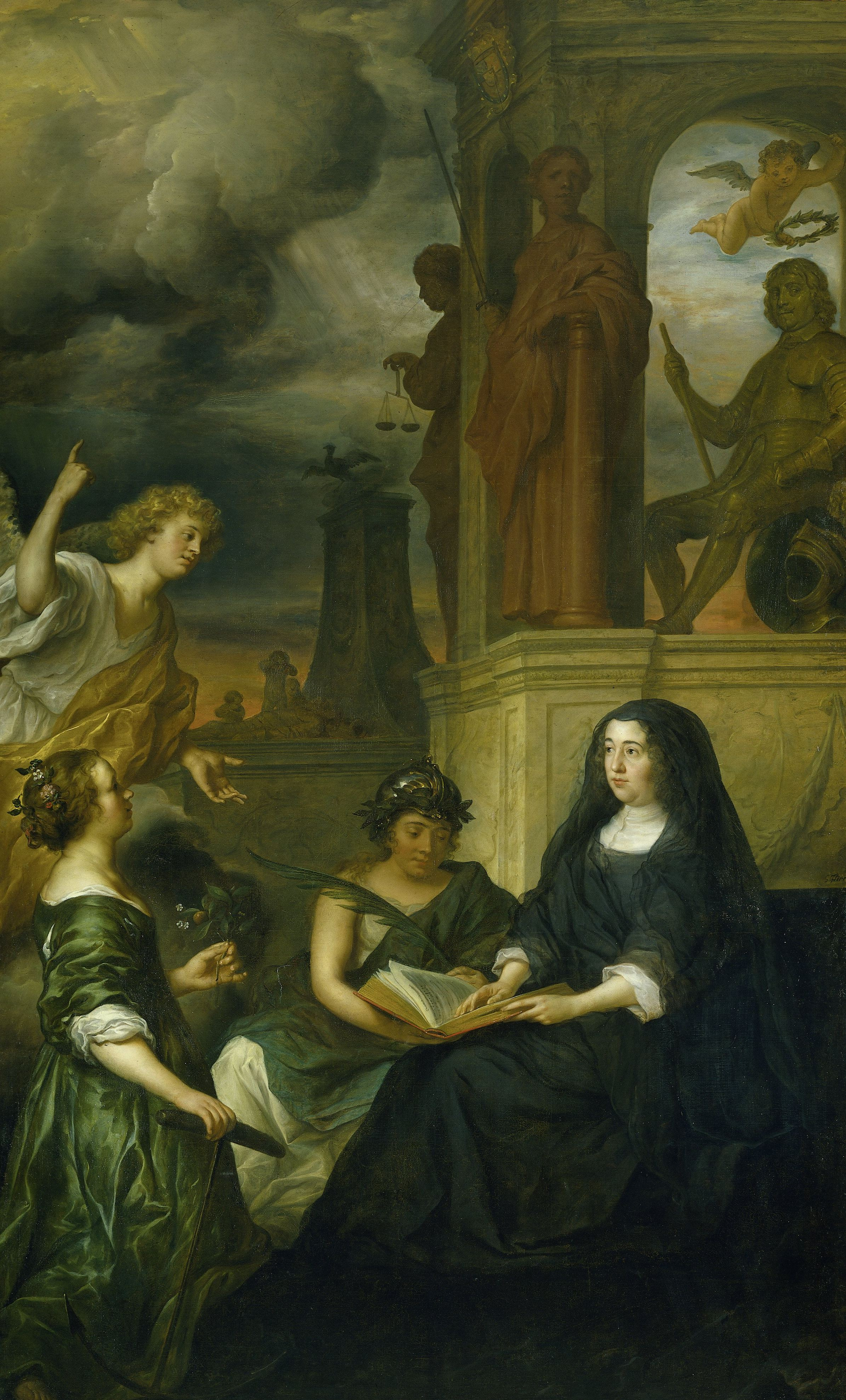
Govert Flinck, Allegorie op de nagedachtenis van stadhouder Frederik Hendrik, met een portret van zijn weduwe Amalia van Solms-Braunfels, 1654
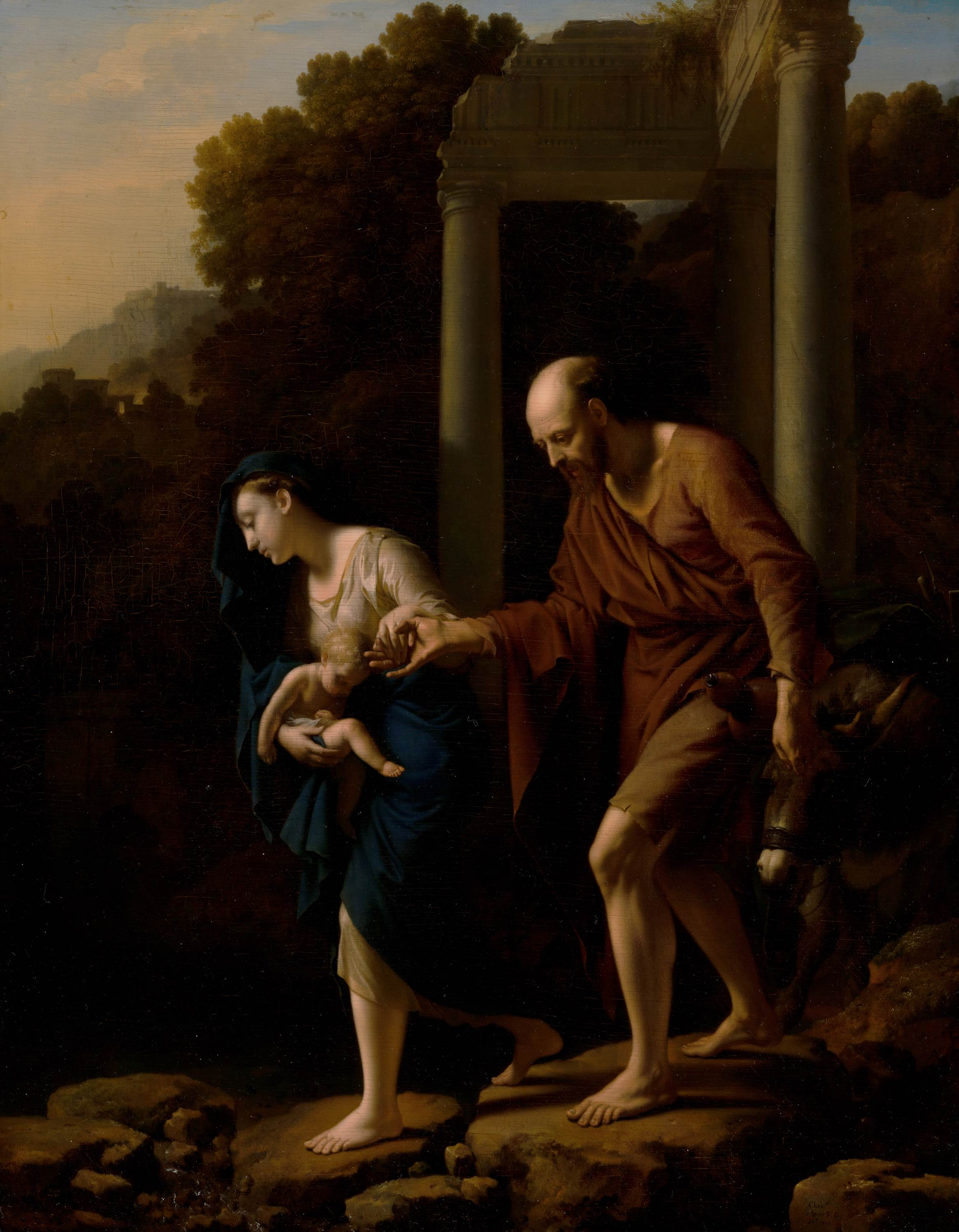
Adriaen van der Werff, De vlucht naar Egypte, 1710
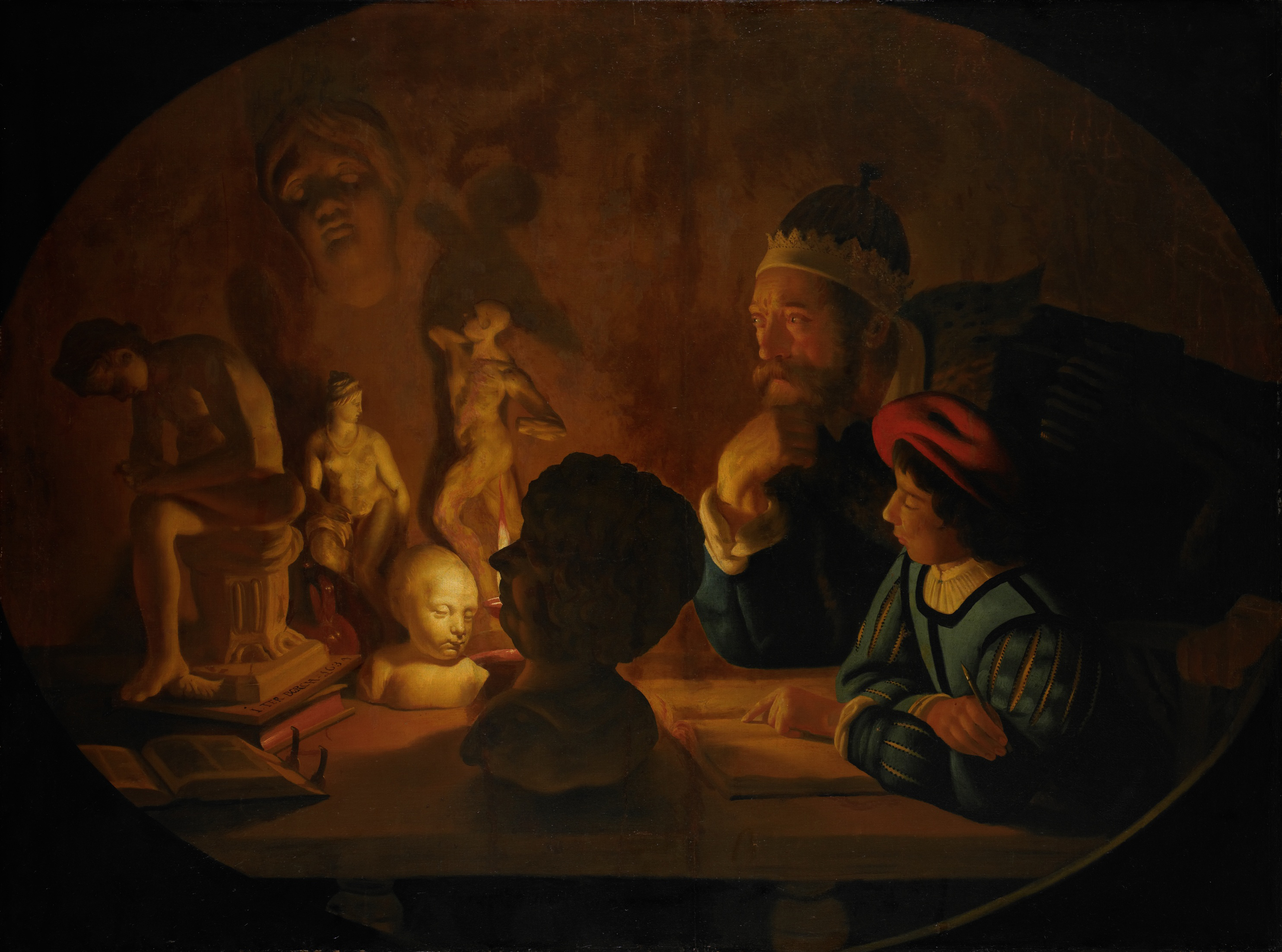
Jan ter Borch, De tekenles, 1634
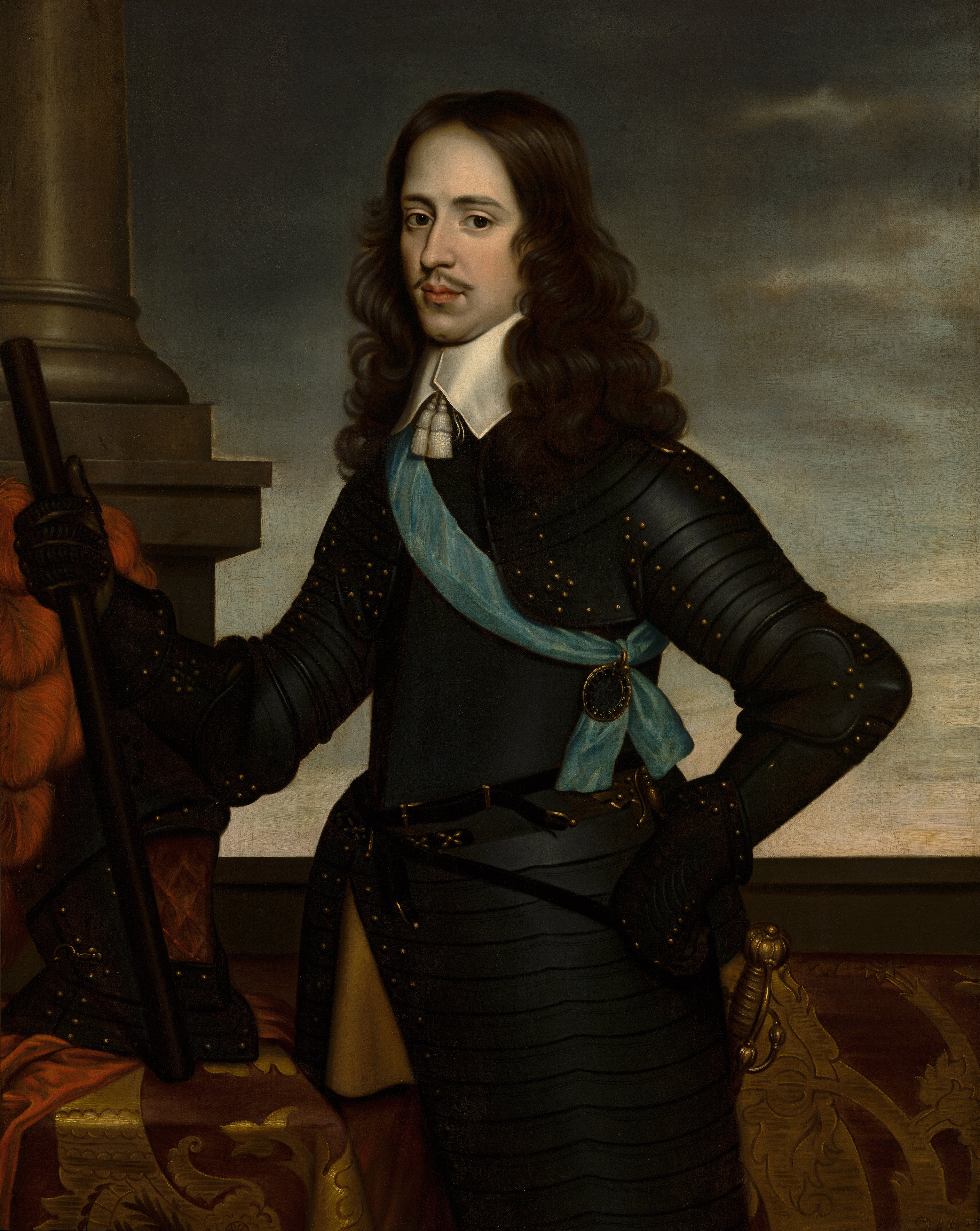
Gerard van Honthorst, Portret van prins Willem II van Oranje, na 1647
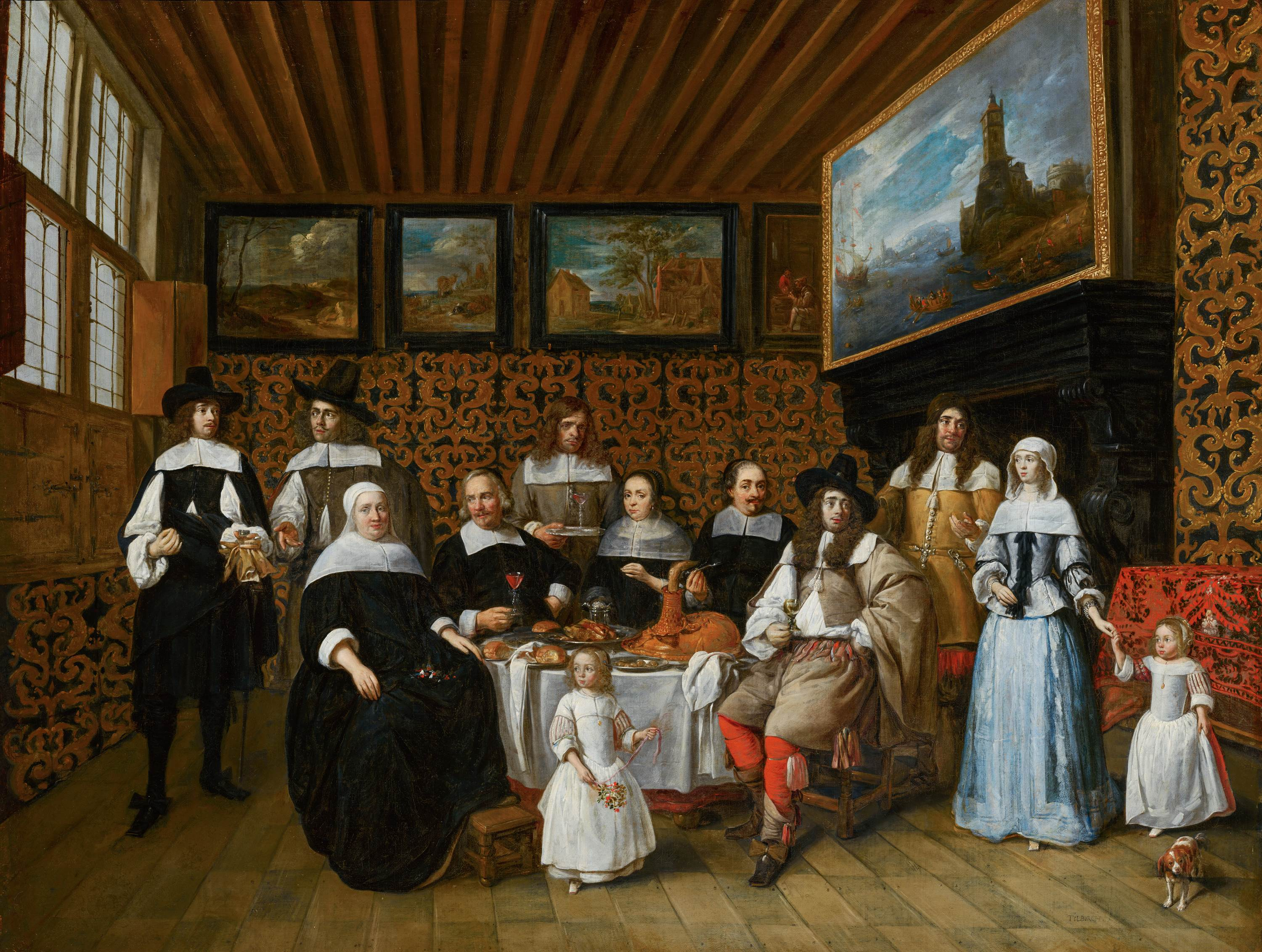
Gillis van Tilborgh, Familieportret, ca. 1665
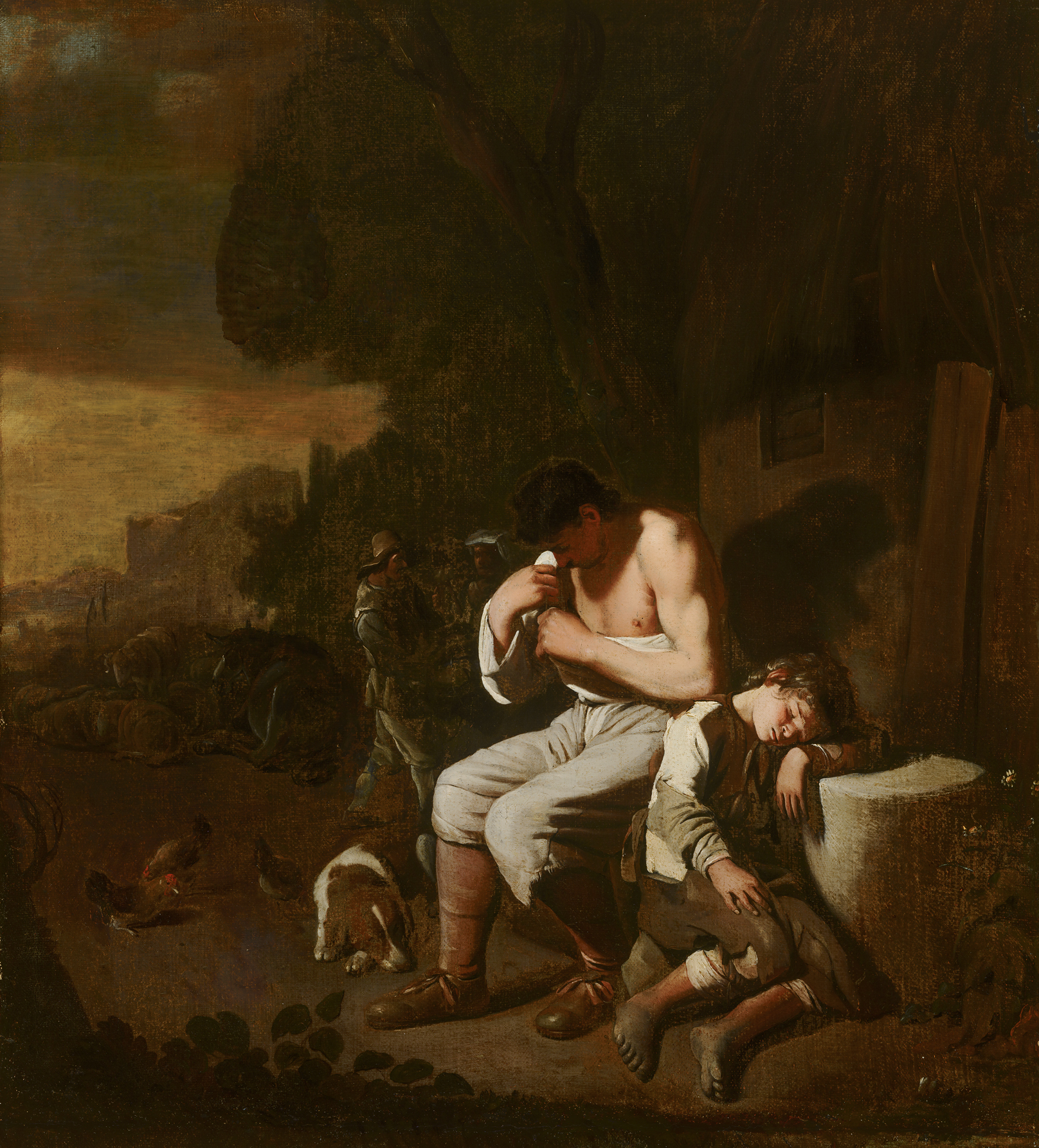
Michael Sweerts, Man die zichzelf ontluist en een slapende jongen, ca. 1652
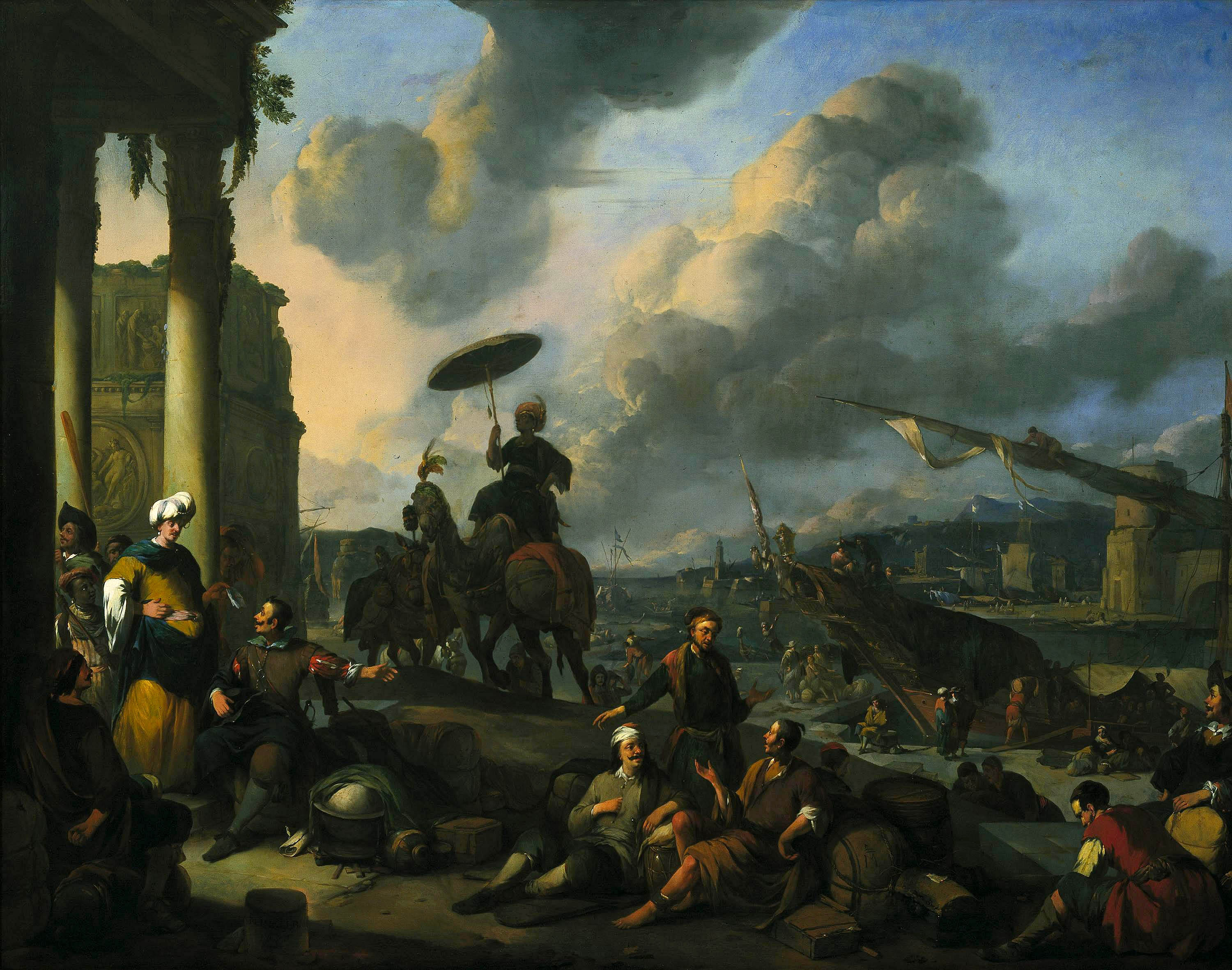
Johannes Lingelbach, Haven aan de Middellandse Zee, 1670
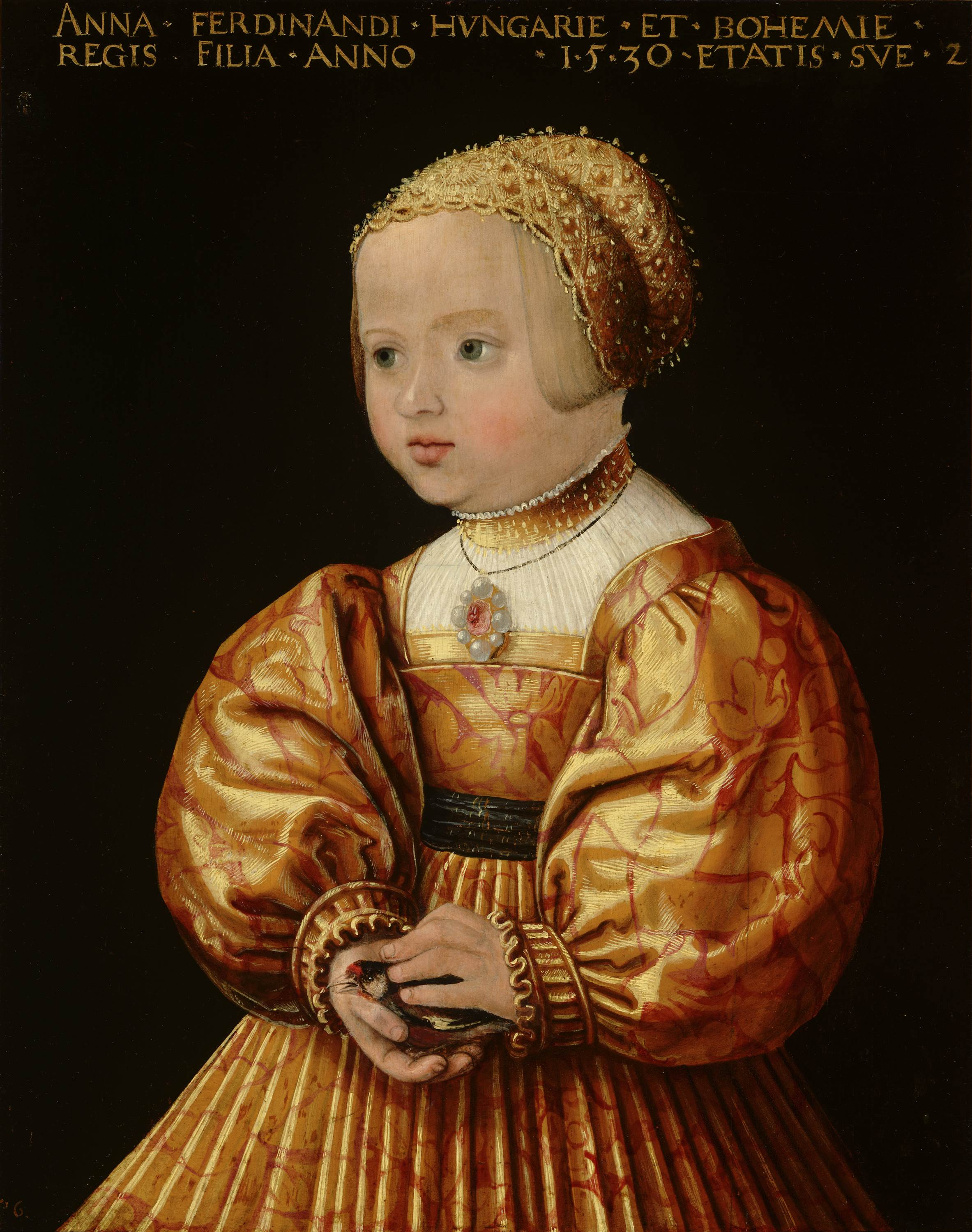
Jakob Seisenegger, Portret van Anna van Oostenrijk, 1530

## Tentoonstellingen “In de Galerij”

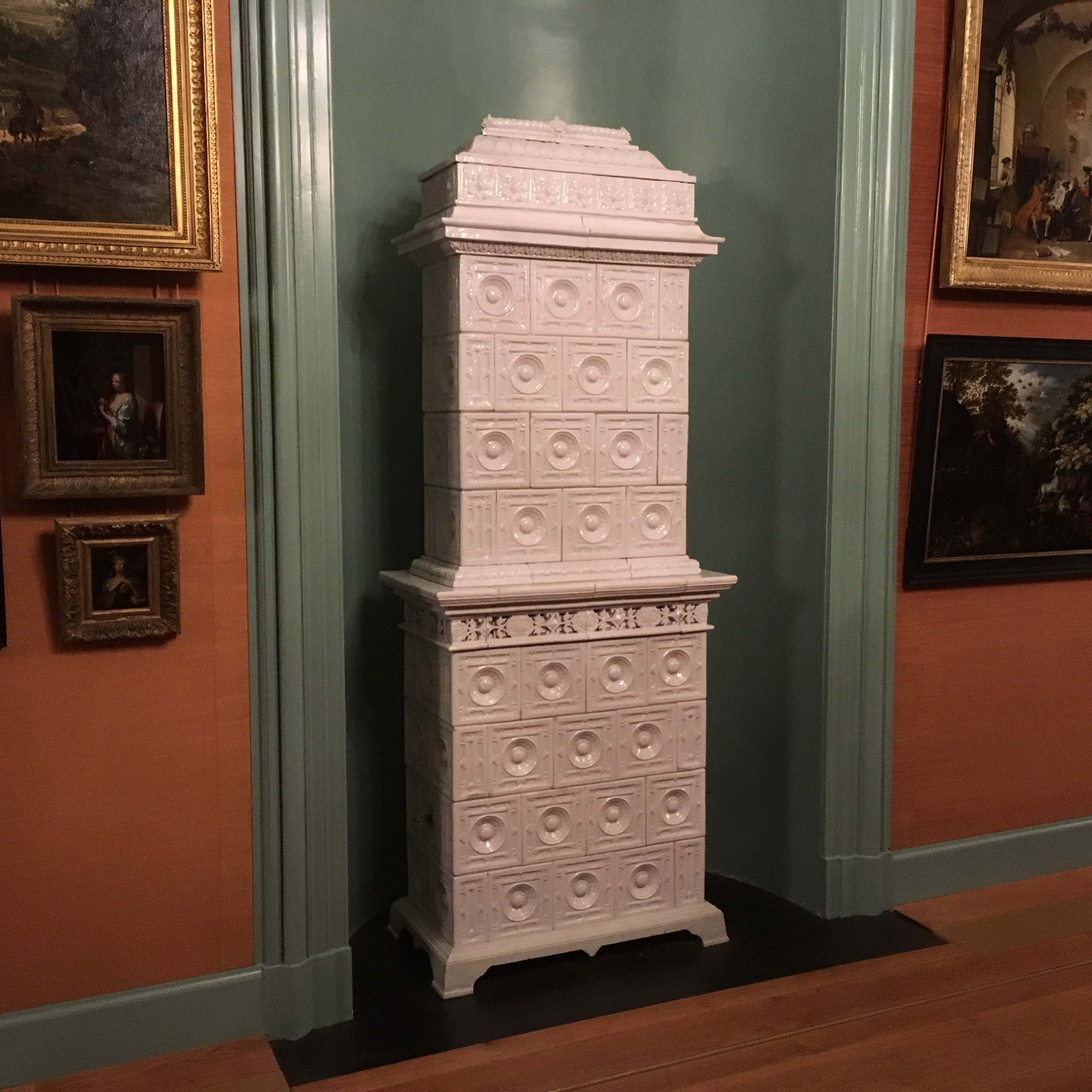
Tegelkachel (circa 1838) van 2,26 meter hoog in de Galerijzaal (Bruikleen Rijksdienst voor het Cultureel Erfgoed

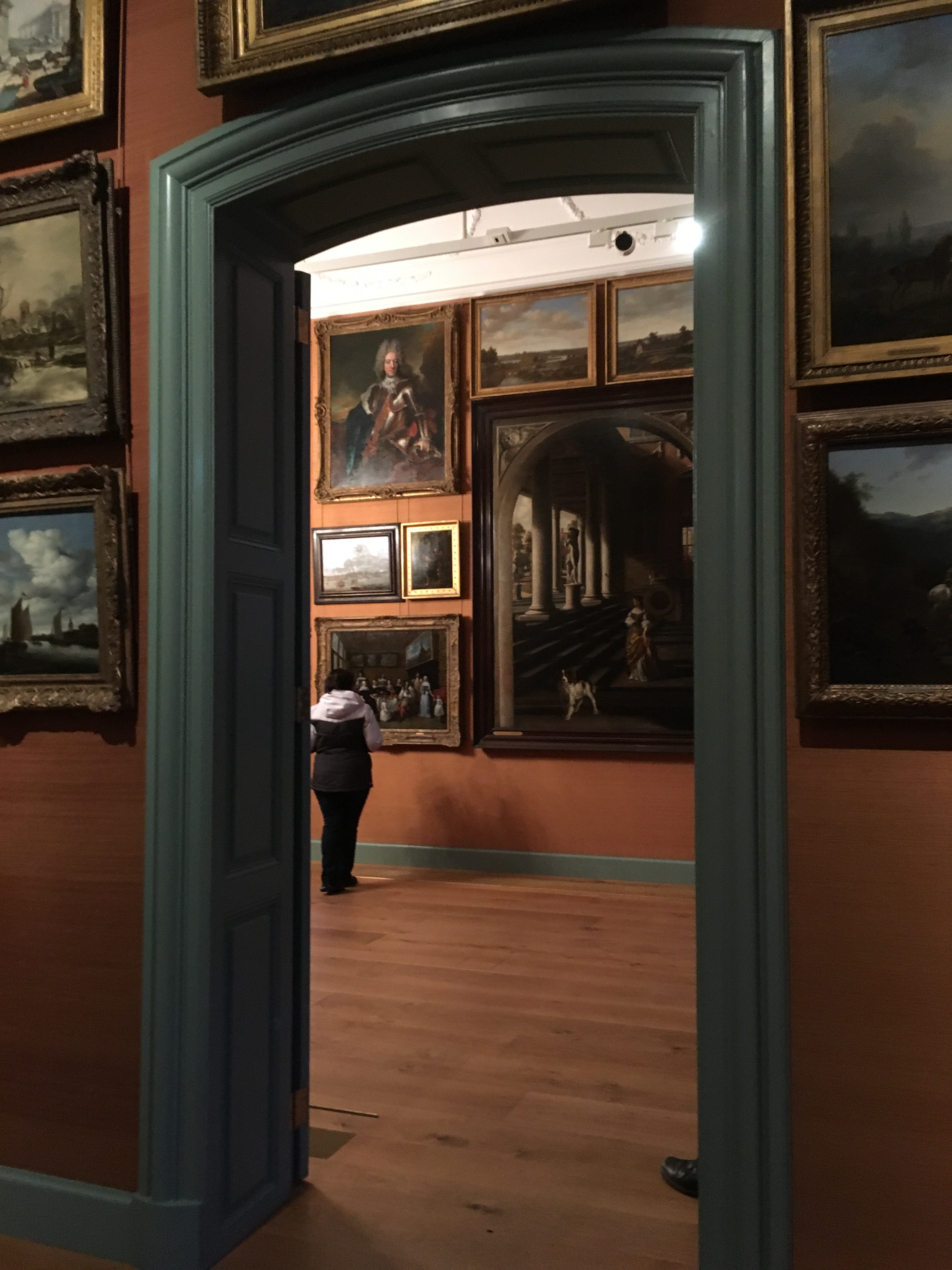
Zicht op de Galerijzaal vanuit de Anti-chambre

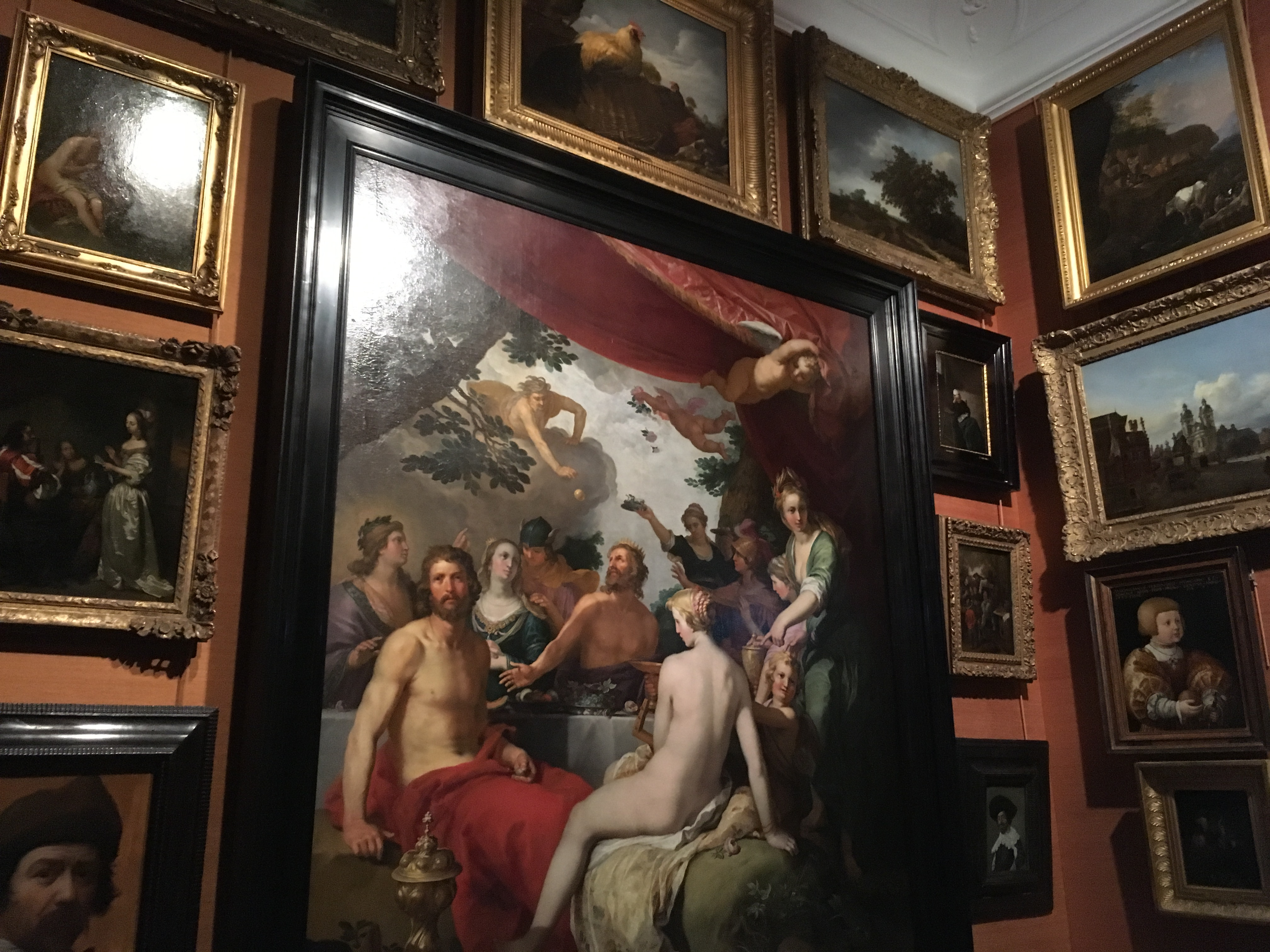
Schilderijen in de anti-chambre

Sinds 2012 wordt jaarlijks onder de titel “In de Galerij” een bijzonder kunstwerk tentoongesteld. Het betreft doorgaans een internationaal topstuk van een toonaangevende kunstenaar zoals Caravaggio, Titiaan en Velázquez, van wie in de collecties van Nederlandse musea bijna geen werken te vinden zijn.
| Periode                            | Afbeelding                                                 | Titel tentoonstelling             | Bijzonderheden | Referentie   |
| ---------------------------------- | ---------------------------------------------------------- | --------------------------------- | --- | ------------ |
| 9 november 2017 – 7 januari 2018   | Antonello da Messina - Crucifixion a.k.a. Calvary Mountain | Da Messina in de Galerij          | Het schilderij Calvarieberg van Antonello da Messina (1430-1479) uit het Koninklijk Museum voor Schone Kunsten te Antwerpen.                | Mauritshuis  |
| 13 oktober 2016 – 18 december 2016 |                                                            | Mantegna in de Galerij            | Het schilderij Ecce homo, een werk van Andrea Mantegna (1431-1506), uit het Musée Jacquemart-André in Parijs.                               | Mauritshuis: |
| 1 oktober 2015 − 29 november 2015  |                                                            | Velazquez in de Galerij           | Het schilderij Portret van Don Diego de Acedo, een werk van Diego Velázquez, uit het Prado in Madrid                                        | Mauritshuis  |
| 10 oktober 2014 − 7 december 2014  |                                                            | Titiaan in de Galerij             | Het schilderij Venus verrijst uit de zee, een werk van Titiaan, gemaakt omstreeks 1520, uit de National Gallery of Scotland in Edinburgh    | Mauritshuis  |
| 11 oktober 2013 − 8 december 2013  |                                                            | Caravaggio in de Galerij          | Het schilderij Een jongen gebeten door een hagedis, een werk van Caravaggio, gemaakt omstreeks 1595, uit de Londense National Gallery       | Mauritshuis  |
| 3 april 2012 − 25 april 2012       |                                                            | Meisje met de parel in de Galerij | Het schilderij Meisje met de parel, een werk van Johannes Vermeer, gemaakt omstreeks 1665, uit de collectie van het Mauritshuis in Den Haag | Mauritshuis  |

## Naam museum en collectie

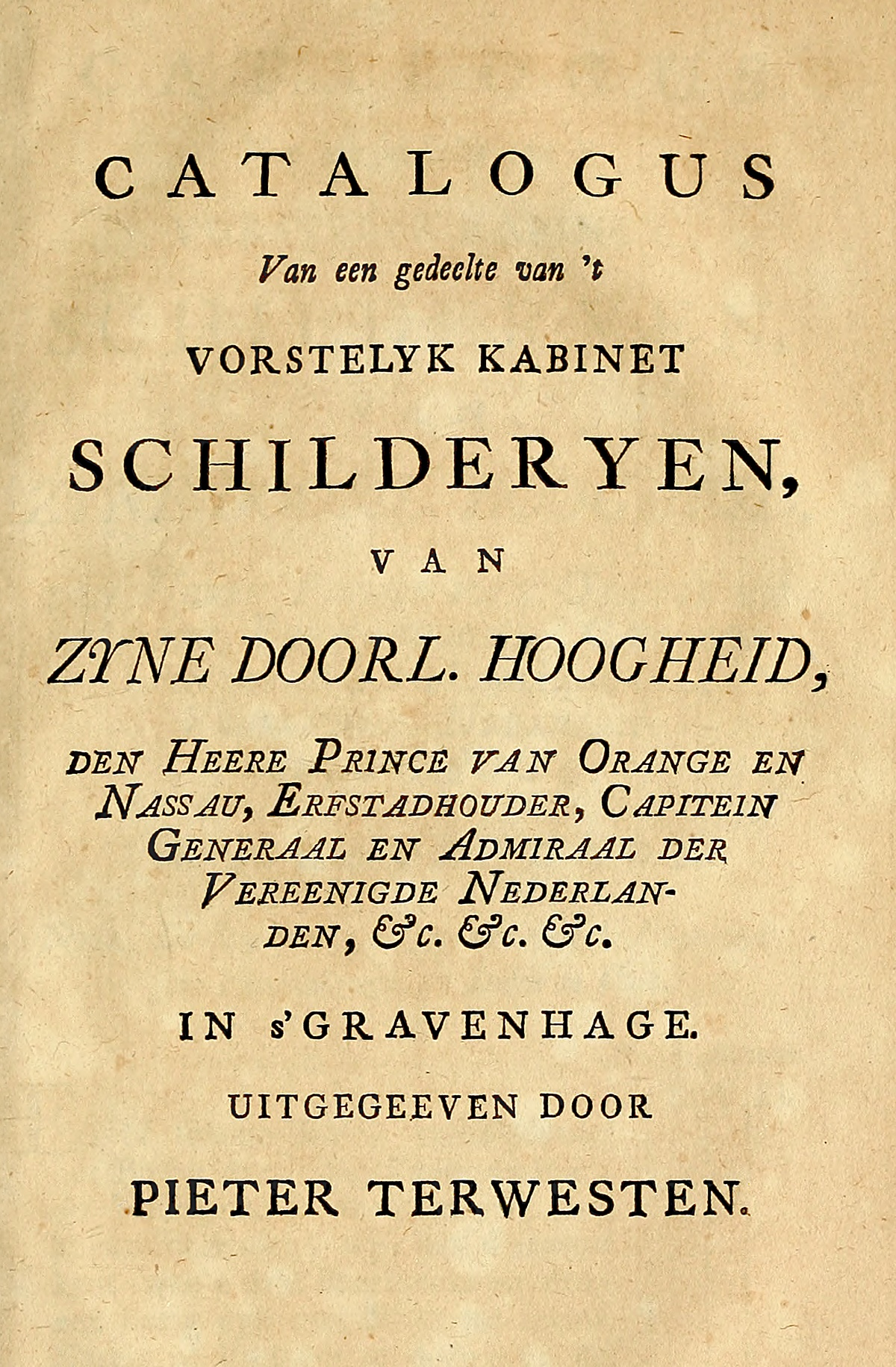
„Catalogus van een gedeelte van 't vorstelyk kabinet schilderyen van zijne doorluchtige hoogheid (...) in 's Gravenhage“, door Pieter Terwesten (1770)

De huidige naam van het museum, Galerij Prins Willem V, dateert uit 1977, toen het museum werd heropend. Er was in de achttiende eeuw geen sprake geweest van een akte van oprichting of een vastgelegde officiële naam. In 1770 publiceerde Pieter Terwesten (1714-1798), secretaris van de Haagsche Teekenacademie, een catalogus van een deel van de schilderijenverzameling van de stadhouder, waarbij hij sprak van het „vorstelyk kabinet schilderyen van zijne doorluchtige hoogheid (...) in 's Gravenhage“. Oorspronkelijk werd de naam Stadhouderlijk Kabinet van Schilderijen gebruikt om de schilderijenverzameling aan te duiden, niet specifiek het museum(gebouw), dat in de praktijk wèl dezelfde naam droeg. Na het ontstaan van het Koninkrijk der Nederlanden veranderde de naam mee naar Koninklijk Kabinet van Schilderijen en ook het museum droeg daarna die naam. Toen in 1822 de galerij aan het Buitenhof haar deuren sloot en de schilderijenverzameling verhuisde naar het Mauritshuis, behield de verzameling de naam Koninklijk Kabinet van Schilderijen, die daardoor tevens aan Museum het Mauritshuis verbonden raakte. Echter, ook het Koninklijk Kabinet van Zeldzaamheden verhuisde naar het Mauritshuis en in 1855 volgde nog het Koninklijk Rariteitenkabinet. Er was dus geen sprake van een exclusieve naamsverbondenheid van het Koninklijk Kabinet van Schilderijen met het Mauritshuis, óók nadat het Koninklijk Kabinet van Zeldzaamheden en het Koninklijk Rariteitenkabinet ophielden te bestaan. Het eigendom van het museumgebouw en de aldaar aanwezige kunstcollectie, hoeven immers niet noodzakelijk in één en dezelfde hand te liggen. Mede om deze reden heeft de schilderijenverzameling tot op de dag van vandaag haar eigen naam, als verwijzing naar haar oorsprong. Toen in 1977 de schilderijengalerij werd heropend is besloten om geen gebruik te maken van de oorspronkelijke naam, aangezien deze nog altijd verbonden is aan het Mauritshuis. Er is toen voor gekozen om het museum te vernoemen naar haar stichter, prins Willem V van Oranje-Nassau, in combinatie met de vorm van het museumgebouw, dat werd ontworpen als een galerij. In de context van de naam Galerij Prins Willem V, moet het woord galerij niet worden verward met kunstgalerie.